# Hải chiến Hoàng Sa 1974
Hải chiến Hoàng Sa là một trận hải chiến giữa Hải quân Việt Nam Cộng hòa và Hải quân Trung Quốc xảy ra vào ngày 19 tháng 1 năm 1974 trên quần đảo Hoàng Sa. Cả hai phía đều tuyên bố có chủ quyền ở quần đảo này, trong khi Liên Hợp Quốc không xác nhận chủ quyền của bất kỳ nước nào ở Hoàng Sa, dẫn tới các tranh chấp về chủ quyền, cuối cùng tạo ra xung đột.
Sau khi Pháp rút khỏi Đông Dương theo Hiệp định Genève 1954, toàn bộ phần lãnh hải phía nam vĩ tuyến 17 của Việt Nam do quân đội Pháp kiểm soát sẽ được chuyển giao cho Quân đội Quốc gia Việt Nam, bao gồm cả quần đảo Hoàng Sa. Sau khi chính phủ Việt Nam Cộng hòa được thành lập dựa trên cơ sở kế thừa Quốc gia Việt Nam thì quần đảo này thuộc quyền quản lý hành chính của Việt Nam Cộng hòa. Trong thời gian chuyển giao giữa Pháp và Quốc gia Việt Nam vào năm 1956, Cộng hòa Nhân dân Trung Hoa đã chiếm nửa phía đông quần đảo Hoàng Sa và Trung Hoa Dân quốc đã chiếm đảo Ba Bình (thuộc quần đảo Trường Sa). Sau các căng thẳng ngoại giao, đến năm 1974 thì cuộc hải chiến xảy ra. Dù có tàu chiến mạnh hơn nhiều lần cả về kích thước lẫn hỏa lực, nhưng Hải quân Việt Nam Cộng hòa đã nhanh chóng thất bại, và Trung Quốc coi đây là một chiến thắng đầy kỳ tích của hải quân nước này.

## Bối cảnh

### Tuyên bố chủ quyền của các bên
Theo quan điểm của Trung Quốc, họ tuyên bố có chủ quyền từ suốt 2.000 năm qua đối với quần đảo Hoàng Sa và Trường Sa:
- Quần đảo Hoàng Sa kể từ khi bắt đầu thời kỳ nhà Hán (năm 206 trước công nguyên) đã được ghi nhận vào lãnh thổ Trung Quốc, các triều đại về sau vẫn có các hoạt động phát triển, các lực lượng hải quân Trung Quốc từ thời nhà Tống (năm 960-1279) đã gửi quân kiểm tra thường xuyên quần đảo này, kéo dài cho đến những năm cuối triều đại nhà Thanh (tức năm 1910).
- Có một số di tích văn hóa Trung Quốc tại quần đảo Hoàng Sa có niên đại từ thời kỳ nhà Đường và nhà Tống[4][note 1] và có một số bằng chứng về nơi cư trú của người Trung Quốc trên các đảo trong giai đoạn này[5] Trong cuốn sách Võ công thông bảo được xuất bản trong triều nhà Tống năm 1044, có ghi nhận lãnh thổ Trung Hoa bao gồm các quần đảo trong khu vực tuần tra của Hải quân nhà Tống.[6]
- Trung Quốc đã gửi lực lượng hải quân tới các đảo vào năm 1902 và 1907, đặt cờ và đánh dấu trên các đảo. Nhà nước kế tiếp triều đại nhà Thanh là Trung Hoa Dân quốc đã tuyên bố quần đảo Trường Sa và Hoàng Sa thuộc thẩm quyền của quận Hải Nam.[7]
- Năm 1933, nhân lúc Trung Quốc bị suy yếu do nội chiến, Pháp đã chiếm đóng 9 hòn đảo ở quần đảo Trường Sa. Đến Thế chiến 2, quần đảo Hoàng Sa và Trường Sa đã bị xâm chiếm bởi Nhật Bản, rồi sau khi Nhật Bản thua trận thì lại thuộc về Pháp. Chính phủ Trung Hoa Dân quốc tuyên bố có chủ quyền không thể xâm phạm ở 2 quần đảo và lên án sự chiếm đóng trái phép của Pháp và Nhật[8] Chính phủ kế tục là Cộng hòa Nhân dân Trung Hoa (thành lập năm 1949) tiếp tục duy trì lập trường này.

Theo quan điểm của Việt Nam, từ thế kỷ 17, trên các bản đồ và các tài liệu lịch sử Việt Nam đã khẳng định nước này có chủ quyền đối với quần đảo Hoàng Sa và Trường Sa:
- Vào thế kỷ 17, các chúa Nguyễn đã cử các hải đội ra khảo sát, khai thác hải sản tại khu vực quần đảo.
- Năm 1816, vua Gia Long sai quân lính ra quần đảo Hoàng Sa để cắm cờ.
- Năm 1933, Pháp tách quần đảo Hoàng Sa ra khỏi tỉnh Nam Nghĩa và đặt vào tỉnh Thừa Thiên và cho một đơn vị đóng quân ở đó.
- Sau khi trở lại Đông Dương, Pháp đã yêu cầu quân Trung Hoa Dân quốc rút khỏi các đảo mà họ đã chiếm giữ năm 1946 và Pháp đã cho quân thay thế quân Trung Quốc, xây dựng lại trạm khí tượng, đài vô tuyến.[9]

Năm 1956, Hải quân Trung Quốc chiếm nhóm đảo phía Đông quần đảo Hoàng Sa (nhóm An Vĩnh) trong đó có đảo Phú Lâm (Woody Island) và đảo Linh Côn. Cho đến khi trận hải chiến diễn ra, mỗi bên giữ một phần quần đảo và đều tuyên bố có chủ quyền trên toàn bộ quần đảo.

### Các tranh chấp
Quần đảo Hoàng Sa gồm hai nhóm đảo. Nhóm đảo mà Việt Nam Cộng hòa kiểm soát là nhóm Nguyệt Thiềm hay Trăng Khuyết, Lưỡi Liềm (Crescent Group) nằm ở phía Tây của quần đảo (gần đất liền Việt Nam); nhóm còn lại là nhóm An Vĩnh hay nhóm Bắc đảo (Amphitrite Group) (bấy giờ quen gọi là "Tuyên Đức" - tên Trung Quốc của nhóm An Vĩnh).
Năm 1951, tại Hội nghị San Francisco về Hiệp ước Hòa bình với Nhật Bản, Thủ tướng kiêm Bộ trưởng Bộ Ngoại giao Quốc gia Việt Nam Trần Văn Hữu tuyên bố cả hai quần đảo Trường Sa và quần đảo Hoàng Sa đều thuộc lãnh thổ Việt Nam, và không gặp phải kháng nghị hay bảo lưu nào từ 51 nước tham dự hội nghị. Tuy nhiên, hội nghị xét thấy không nước nào có đủ chứng cứ pháp lý nên quyết định không công nhận chủ quyền của bất kỳ nước nào ở quần đảo Hoàng Sa, quần đảo được xem là vô chủ. Năm 1954, Pháp rút khỏi Việt Nam, trao lại quyền kiểm soát 2 quần đảo cho Quốc gia Việt Nam. Tại quần đảo khi đó đã có đài khí tượng trên đảo Hoàng Sa do Pháp xây, trực thuộc Ty Khí tượng Đà Nẵng và được bảo vệ bởi một tiểu đoàn thủy quân lục chiến.
Năm 1956, Hải quân Trung Quốc chiếm nhóm đảo phía Đông quần đảo Hoàng Sa (nhóm An Vĩnh) trong đó có đảo Phú Lâm (Woody Island) và đảo Linh Côn. Phía Việt Nam Cộng hòa không có hành động đáp trả quân sự. Trung Quốc cho là Thứ trưởng Ngoại giao Ung Văn Khiêm của Việt Nam Dân chủ Cộng hòa đã nói: "Theo dữ liệu của Việt Nam, quần đảo Tây sa và quần đảo Nam Sa về mặt lịch sử là một phần lãnh thổ của Trung Quốc", trong khi tiếp đại diện lâm thời của Đại sứ quán Trung Quốc tại Việt Nam Lý Chí Dân vào ngày 15/6/1956.
Năm 1958, Trung Quốc cho công bố bản Tuyên ngôn Lãnh hải 4 điểm về việc mở rộng vùng lãnh hải lên 12 hải lý, tuyên bố chủ quyền của Trung Quốc đối với các quần đảo và phạm vi 12 lãnh hải biển tương ứng với các đảo này, bao gồm Nam Sa (tức Trường Sa), Đài Loan, Tây Sa (tức Hoàng Sa), Trung Sa (tức bãi Macclesfield), quần đảo Bành Hồ (Pescadores). Ngày 22 tháng 9 năm 1958, báo Nhân dân đăng công hàm của Thủ tướng Việt Nam Dân chủ Cộng hòa Phạm Văn Đồng gửi Thủ tướng Quốc vụ viện Trung Quốc, ghi nhận và tán thành bản tuyên bố ngày 4 tháng 9 năm 1958 của chính phủ Trung Quốc "quyết định về hải phận 12 hải lý" của Trung Quốc.
Năm 1961, chính phủ Việt Nam Cộng hòa ban hành sắc lệnh tuyên bố chủ quyền Hoàng Sa thuộc tỉnh Quảng Nam của Việt Nam Cộng hòa. Trong khi đó, Đài Loan (tức chính phủ Trung Hoa Dân quốc) và Trung Quốc (tức chính phủ Cộng hòa Nhân dân Trung Hoa) đều không chấp nhận chủ quyền của Việt Nam tại quần đảo, cả hai chính phủ này đều có chung lập trường rằng Hoàng Sa và Trường Sa là thuộc chủ quyền của người Trung Hoa.
Trong thời gian 1964-1970, Hải quân Trung Quốc và Hải quân Việt Nam Cộng hòa chạm súng liên tục trên hải phận Hoàng Sa, nhưng không đưa đến thương vong. Trong thời điểm đó, Việt Nam Cộng hòa cũng thiết lập một sân bay nhỏ tại đảo Hoàng Sa.
Theo giáo sư Lý Hiểu Binh (Xiaobing Li), Đại học Central Oklahoma trong bài viết gửi BBC cho rằng vào tháng 3/1969, Quân Giải phóng Nhân dân Trung Quốc bắt đầu rút khỏi lãnh thổ Việt Nam Dân chủ Cộng hòa, giảm dần từ 16 sư đoàn, gồm 150 nghìn quân xuống không còn đơn vị nào vào tháng 7/1970, đồng thời Trung Quốc cắt giảm viện trợ quân sự và dân sự cho Việt Nam Dân chủ Cộng hòa. Liên Xô thay thế Trung Quốc trở thành quốc gia hỗ trợ kinh tế, quân sự nhiều nhất cho Việt Nam Dân chủ Cộng hòa. Quan hệ giữa Việt Nam Dân chủ Cộng hòa và Trung Quốc ngày càng lạnh nhạt, thay vào đó Việt Nam Dân chủ Cộng hòa xem Liên Xô là đồng minh quan trọng nhất. Cùng thời điểm này, mối quan hệ giữa Liên Xô và Trung Quốc xấu đi. Từ đầu tháng 3/1969 bắt đầu có nhiều cuộc xung đột quân sự quy mô nhỏ dọc biên giới Trung – Xô, cả hai nước ở tình trạng chiến tranh có thể nổ ra bất cứ lúc nào. Sang đầu năm 1970, Liên Xô triển khai 48 sư đoàn, tương đương gần một triệu quân dọc biên giới Trung Quốc. Còn Trung Quốc tập trung sáu triệu quân tại biên giới với Liên Xô. Thậm chí còn có nguồn tin cho rằng lãnh đạo Liên Xô đã tính đến việc dùng vũ khí nguyên tử tấn công Trung Quốc nếu cần. Mâu thuẫn với Liên Xô đã thúc đẩy lãnh đạo Trung Quốc bình thường hóa quan hệ Mỹ – Trung vào năm 1973.
Năm 1970, Hoa Kỳ và Nhật Bản ký Hiệp ước trao trả Okinawa (Okinawa Reversion Treaty) trao trả quần đảo Senkaku (Sento Shosho hay Senkaku Retto của Nhật Bản) về dưới chủ quyền của Nhật Bản với sự phản đối của Đài Loan và Trung Quốc; và cùng năm Đô đốc Elmo Zumwalt, cựu Tham mưu trưởng Hải quân Hoa Kỳ họp báo tuyên bố tại Guam rằng Hoàng Sa và Trường Sa không nằm trong chiến lược triển khai các hải đảo tiền đồn của Đệ thất Hạm đội Hoa Kỳ. Theo nhận định của Hải quân Việt Nam Cộng hòa thì đây là sự kiện trao đổi giữa Hoa Kỳ và Trung Quốc, và là nguy cơ cho Việt Nam Cộng hòa trong việc bảo vệ Hoàng Sa.
Năm 1971, Hải quân Trung Quốc và Hải quân Việt Nam Cộng hòa tiếp tục chạm súng trên hải phận Hoàng Sa. Những năm cuối của cuộc Chiến tranh Việt Nam, vì nhu cầu chiến trường, tiểu đoàn thủy quân lục chiến của Việt Nam Cộng hòa đóng tại Hoàng Sa được đưa vào đất liền, chỉ còn một trung đội địa phương quân trấn giữ nhóm Nguyệt Thiềm (Lưỡi Liềm). Sau này, ông Hoàng Đức Nhã giải thích việc Việt Nam Cộng hòa không chú trọng bảo vệ Hoàng Sa là do lúc đó chính phủ này ưu tiên chống đỡ sự tấn công của Việt Nam Dân chủ Cộng hòa hơn là bảo vệ Hoàng Sa.
Tháng 2 năm 1972, Tổng thống Mỹ Richard Nixon tới Trung Quốc hội kiến Mao Trạch Đông. Mỹ và Trung Quốc đưa ra tuyên bố chung là Thông cáo Thượng Hải, trong đó phản đối "bá quyền" tại châu Á và Thái Bình Dương. Cũng từ năm 1972, Trung Quốc chấm dứt viện trợ cho Việt Nam Dân chủ Cộng hòa, đổi lại Mỹ công nhận chính sách "Một Trung Quốc", theo đó họ bỏ phiếu loại Đài Loan ra khỏi Hội đồng Bảo an Liên Hợp Quốc để Trung Quốc thay thế. Năm 1973, Trung Quốc và Mỹ mở văn phòng liên lạc ở thủ đô mỗi nước, mở đầu cho việc bình thường hóa quan hệ giữa hai nước.
Năm 1973, với Hiệp định Paris, Hoa Kỳ và Hạm đội 7 rút quân và thiết bị của Hoa Kỳ ra khỏi khu vực quần đảo Hoàng Sa. Như vậy Hoa Kỳ đã xem tranh chấp tại quần đảo này không phải là việc của họ. Việc Mỹ rút quân và kết làm đồng minh đã giúp Trung Quốc có thể điều quân đánh chiếm Hoàng Sa mà không lo ngại sẽ xảy ra xung đột với Mỹ.
Cuối năm 1973, Trung Quốc lên án hải quân Việt Nam Cộng hòa đã có những hành động bạo lực tàn nhẫn nhằm vào ngư dân Trung Quốc đánh cá ở vùng biển quần đảo Tây Sa, bắt giữ ngư dân Trung Quốc, và tra tấn để buộc họ phải thừa nhận quần đảo Tây Sa là lãnh thổ của Việt Nam.
Ngày 11/1/1974 Bộ Ngoại giao Trung Quốc ra tuyên bố Hoàng Sa, Trường Sa là lãnh thổ của Trung Quốc và tố cáo Việt Nam Cộng hòa chiếm đóng quần đảo Hoàng Sa và Trường Sa. Sau đó, Việt Nam Cộng hòa ra tuyên bố khẳng định Hoàng Sa, Trường Sa là lãnh thổ của Việt Nam và bác bỏ những cáo buộc của Trung Quốc.
Trước tình hình đó, Bộ Tư lệnh Hải quân Việt Nam Cộng hòa quyết định thiết lập một phi trường trên đảo Hoàng Sa có khả năng chuyên chở vận tải cơ hạng nặng C-7 Caribou để chuyển quân nhanh ra nhóm Nguyệt Thiềm. Ngày 16 tháng 1 năm 1974, khi một phái đoàn của Quân lực Việt Nam Cộng hòa thăm dò một số đảo ở quần đảo Hoàng Sa trong việc chuẩn bị thiết lập phi trường nói trên thì khám phá ra sự hiện diện của Hải quân Trung Quốc, và giao tranh xảy ra sau đó.

## Tương quan lực lượng
Phía Việt Nam Cộng hòa có 4 chiến hạm là Khu trục hạm Lý Thường Kiệt (HQ-16), Hộ tống hạm Nhật Tảo (HQ-10), Khu trục hạm Trần Bình Trọng (HQ-5), Khu trục hạm Trần Khánh Dư (HQ-4), 1 đại đội hải kích thuộc Hải quân Việt Nam Cộng hòa, một số biệt hải (biệt kích hải quân) và 1 trung đội địa phương quân đang trú phòng tại đảo Hoàng Sa.
Phía Cộng hòa Nhân dân Trung Hoa có 4 chiến hạm trực tiếp tham gia trận chiến là: 02 tàu chống ngầm hạng nhẹ lớp 6604 (nhái theo lớp Krondstadt của Liên Xô) mang số hiệu 274 và 271, 02 tàu quét thủy lôi lớp Type 010 (nhái theo tàu lớp T-43 của Liên Xô) mang số hiệu 389 và 396. Ngoài ra, có 2 ngư thuyền ngụy trang số 402 và 407 làm nhiệm vụ chở lính. Về lực lượng đổ bộ lên đảo, phía Trung Quốc còn có lực lượng thuộc Trung đoàn 10 Hải quân Lục chiến, trinh sát (khoảng 500 binh sĩ). Sau khi trận chiến đã kết thúc, thì tàu chống ngầm số 282, tàu chống ngầm số 281 mới đến tăng viện, coi như không tham chiến.
Về vũ khí trên các tàu, phía Việt Nam Cộng hòa có:
- HQ-05 Trần Bình Trọng: nguyên là Tàu khu trục lớp Barnegat. Choán nước 2.800 tấn, vận tốc tối đa: 18 knots (33,7 km/h). 1 pháo mũi cỡ 127mm, 10 nòng pháo 40mm bắn nhanh, gồm 4 khẩu 2 nòng quanh đài chỉ huy và 2 khẩu hai bên sau. Ngoài ra còn có thêm 6 pháo 20mm bắn liên thanh.
- HQ-16 Lý Thường Kiệt: nguyên là Tàu khu trục lớp Barnegat. Choán nước 2.800 tấn, vận tốc tối đa: 18 knots (33,7 km/h). Trang bị 1 pháo 127mm, 6 pháo 40mm bắn liên thanh, 4 pháo 20mm bắn liên thanh, 2 súng cối đa năng 81mm.
- HQ-04 Trần Khánh Dư: Tàu khu trục lớp Edsall, choán nước 1.590 tấn, vận tốc tối đa 21 knots (39 km/h). Tầu có 3 tháp pháo, mỗi tháp pháo có 1 pháo 76,2mm nạp đạn tự động nên bắn rất nhanh (20 phát/phút). Ngoài ra tàu có 2 pháo 40mm và 8 pháo 20mm, đều bắn liên thanh. HQ-4 được trang bị radar trinh sát (DER - Destroyer Escort Radar) kết nối với 3 khẩu đại pháo 76,2mm nạp đạn tự động và có radar điều khiển (radar control) với khả năng tự dò tìm góc độ và tầm xa để "khóa chặt" (lock on) mục tiêu, đây là công nghệ khá hiện đại thời bấy giờ.
- HQ-10 Nhật Tảo: Choán nước 650 tấn, vận tốc tối đa 14 knots (27,4 km/h). Trang bị 1 pháo 76mm, 4 pháo 40mm bắn liên thanh, 6 pháo 20mm bắn liên thanh.

Trong khi đó, phía Trung Quốc có:
- 2 tàu tàu săn ngầm lớp 6604 (nhái theo kiểu tàu chống ngầm lớp Krondstadt của Liên Xô đầu thập niên 1950). Mỗi tàu có choán nước chỉ khoảng 320 tấn, trang bị 1 pháo 85mm và 2 pháo 37mm, tất cả đều là kiểu pháo có từ thế chiến thứ hai, việc điều khiển, ngắm bắn và nạp đạn đều thủ công bằng tay.[20]
- 2 tàu rà mìn T-43 có choán nước 560 tấn, trang bị 2 pháo đôi 37mm, 2 pháo đôi 25mm, cũng chỉ điều khiển, ngắm bắn và nạp đạn bằng tay.

Trung Quốc thời đó đang khó khăn kinh tế nên Hạm đội Nam Hải của họ chỉ có lực lượng rất yếu, tình trạng của các tàu Trung Quốc đều khá cũ kỹ và lạc hậu. Tài liệu của Trung Quốc ghi rằng
Tàu săn ngầm lớp 6604, với thiết kế "nhái y chang" theo mẫu tàu săn ngầm lớp Kronshtadt do Liên Xô sản xuất từ sau Thế chiến 2... Qua thời gian sử dụng, tới năm 1974, tốc độ nhanh nhất của các tàu này chỉ còn 12 knots (21 km/giờ)... Năm 1974, lực lượng của hạm đội Nam Hải còn rất mỏng, tới mức có thể coi là nghèo nàn. 6 tàu săn ngầm lớp 6604 lúc bấy giờ đang chuẩn bị "về hưu", chỉ được giữ lại để luyện tập. Trước trận đánh, Hải quân Trung Quốc đã lựa ra 2 chiếc tàu 6604 có tình trạng tốt nhất, dồn hết thiết bị còn tốt lại rồi ráp vào hai tàu mang số hiệu 271 và 274 để tới tham gia trận đánh tại Hoàng Sa.
Sau này, Đại tá Hà Văn Ngạc, chỉ huy Việt Nam Cộng hòa trong trận đánh đã mô tả: phía Trung Quốc có tới 11 tàu chiến, bao gồm cả những tàu Osa mang tên lửa chống hạm, đồng thời Trung Quốc huy động cả bốn phi cơ MiG-21 và MiG-23 để oanh tạc Hoàng Sa. Tuy nhiên, đối chiếu với các tài liệu thì cho thấy mô tả của Việt Nam Cộng hòa là phóng đại: Phía Trung Quốc chỉ có 4 tàu tham chiến, cả bốn tàu đều không có tên lửa, và cũng không có máy bay nào của Trung Quốc tham gia trận đánh (Trung Quốc khi đó chỉ có MiG-21 chứ không có MiG-23, và MiG-21 thì không đủ nhiên liệu để bay ra Hoàng Sa). Theo lời kể của trung tá Lê Văn Thự (thuyền trưởng HQ-16), sau trận đánh, Bộ Tư lệnh Hải quân đã phái người tới hỏi ông Thự vì sao ông nói với báo chí là không thấy máy bay phản lực Trung Quốc tham chiến. Ông Thự nghĩ rằng Bộ Tư lệnh Hải quân muốn ông trả lời phỏng vấn cho phù hợp với "kịch bản" mà Đại tá Hà Văn Ngạc đã mô tả
Như vậy, xét tương quan lực lượng:
- Về số lượng, mỗi bên đều có 4 chiến hạm trực tiếp tham chiến.
- Về chất lượng và kích cỡ tàu chiến, Việt Nam Cộng hòa có ưu thế vượt trội, các chiến hạm của họ lớn và hiện đại hơn. 2 tàu lớn nhất là HQ-05 và HQ-16 đều có kích thước lớn gấp 6 lần tàu Trung Quốc (riêng mỗi chiếc HQ-05, HQ-16 đã có lượng choán nước lớn hơn cả bốn tàu Trung Quốc cộng lại), tàu nhỏ nhất là HQ-10 cũng lớn gấp đôi tàu Trung Quốc. 4 tàu của Việt Nam Cộng hòa có tổng lượng choán nước là 7.840 tấn, gấp 4 lần rưỡi so với phía Trung Quốc.
- Về vận tốc, các tàu của Việt Nam Cộng hòa đều có vận tốc cao hơn so với tàu của Trung Quốc (chậm nhất là HQ-10 Nhật Tảo cũng chạy được 27,4 km/h, trong khi tàu của Trung Quốc chỉ chạy được 21 km/h là tối đa).
- Về thiết bị, tàu chiến của Việt Nam Cộng hòa được trang bị radar, có thể tự động phát hiện mục tiêu kể cả trong sương mù hoặc đêm tối. Tàu Trung Quốc không có radar, chỉ có thể tìm kiếm mục tiêu bằng ống nhòm và mắt thường.
- Về hỏa lực, các tàu của Việt Nam Cộng hòa được trang bị số lượng pháo nhiều gấp 3 lần. Các khẩu pháo cũng lớn hơn, bắn nhanh hơn và chính xác hơn. Xét riêng về pháo cỡ lớn, Việt Nam Cộng hòa có tổng cộng 2 khẩu pháo 127mm và 4 khẩu pháo 76mm, được nạp đạn và ngắm bắn tự động, điều khiển bằng radar (công nghệ khá hiện đại thời bấy giờ), có thể bắn chính xác tàu đối phương từ cự ly 14 km kể cả trong đêm tối. Phía Trung Quốc thì chỉ có 2 khẩu pháo 85mm, đều ngắm bắn và nạp đạn thủ công, không thể bắn chính xác ở cự ly quá 3 km. Pháo cỡ 127mm có thể đánh chìm các tàu chiến cỡ 500 tấn của Trung Quốc chỉ với 1-2 phát đạn trúng đích, trong khi pháo 85mm của Trung Quốc cần hàng chục phát đạn trúng đích mới có thể đánh chìm khu trục hạm 2.800 tấn của Việt Nam Cộng hòa.
- Ngoài ra, tàu chiến Việt Nam Cộng hòa có thêm ưu thế bất ngờ: họ là bên khai hỏa trước trong trận đánh. Chỉ cần tàu chiến Việt Nam Cộng hòa bắn chính xác trong các loạt đạn đầu là có thể hạ gục toàn bộ tàu Trung Quốc.

Tài liệu Trung Quốc nhận định: 
"Tương quan sức mạnh của hai bên có sự chênh lệch quá lớn, là hiếm thấy trong lịch sử chiến tranh hải quân. Hải quân Việt Nam Cộng hòa được đánh giá là có sức mạnh nằm trong Top 10 thế giới, trong khi các máy bay chiến đấu của Trung Quốc thì không có đủ tầm bay để tới Tây Sa (Hoàng Sa), hạm đội Nam Hải phải gánh vác trọng trách lớn nhất trong trận đánh. Nhưng các tàu chiến Việt Nam Cộng hòa có tính linh hoạt kém, và nhất là các thủy thủ sợ phải chiến đấu hy sinh, điểm yếu mà họ không thể khắc phục. Mặc dù hải quân Trung Quốc kém hơn về trang bị, nhưng binh sĩ có lòng can đảm và tinh thần chiến đấu tốt, cùng với kinh nghiệm nhiều năm hoạt động ở eo biển Đài Loan, đã dũng cảm đối mặt với ưu thế áp đảo của hải quân đối phương mà không hề e ngại".
Theo Đại tá Hà Văn Ngạc, xét về thông số, lực lượng tàu chiến của Việt Nam Cộng hòa có thể dễ dàng đánh bại hải quân Trung Quốc nhờ vào ưu thế về trang bị. Tuy nhiên, kết quả trận đánh lại là một thất bại nhanh chóng cho Việt Nam Cộng hòa vì những lý do sau:
- Các chỉ huy Việt Nam Cộng hòa đã không lập sẵn kế hoạch cơ động tác chiến nếu có nổ súng, dẫn đến việc tác chiến bị động: Trong trận đánh, Phân đoàn I (gồm 2 tàu hiện đại nhất là HQ-4 và HQ-5) chỉ ở bên ngoài "nhìn và đợi", và vì quá lo sợ Trung Quốc, HQ-5 chỉ bắn vào lòng chảo 5 - 7 phát trước khi cùng HQ-4 rút lui.[20] Mấy phát đạn này của HQ-5 thì lại bắn trúng vào tàu HQ-16, gây thiệt hại nặng cho chiến hạm này. Vậy là chỉ sau ít phút tham chiến, quân Việt Nam Cộng hòa mất 1 tàu do hỏa lực của chính đồng đội, 2 tàu khác thì quay đầu rút chạy. Chỉ còn lại HQ-10 nhưng đây là tàu nhỏ yếu nhất, khi hạm trưởng HQ-10 bị thương thì một số thủy thủ nhát gan cũng bỏ tàu nhảy xuống biển chứ không lo chiến đấu tiếp. Trận hải chiến vì vậy mà thất bại.[20][22][23]
- Khi lính Trung Quốc đổ bộ lên đảo, binh lính Việt Nam Cộng hòa đã không tổ chức bắn trả mà bỏ chạy vào khu bụi cây giữa đảo, sau đó thì buông súng đầu hàng. Chỉ từ 10 giờ sáng tới xế trưa, lính Trung Quốc đã bắt được 49 tù binh trên các đảo mà không cần nổ súng, hoàn tất chiếm các đảo một cách nhanh chóng.[24][25]
- Lực lượng không quân của Việt Nam Cộng hòa ở sân bay Đà Nẵng khá mạnh (bao gồm 120 máy bay phản lực Northrop F-5) nhưng lại không được phép cất cánh để tham chiến. Theo Nguyễn Thành Trung việc sử dụng máy bay không thể diễn ra do Mỹ cảnh báo Tổng thống Thiệu không được hành động vì Mỹ đã làm lành với Trung Quốc và chấp nhận làm ngơ để Trung Quốc cưỡng chiếm Hoàng Sa.[26]

Nhìn chung, tương quan lực lượng và kết quả trận đánh có những nét rất giống với Hải chiến Hoàng Hải (1894), nơi mà lực lượng trang bị tàu chiến mạnh hơn lại thất bại nặng nề do những điểm yếu nội tại: các sĩ quan chỉ huy thiếu chuẩn bị, tinh thần chiến đấu kém của binh sỹ, một số tàu đã tự ý rời đội hình để bỏ chạy khỏi trận đánh...

## Diễn biến

### Phát hiện hải quân Trung Quốc và đổ quân lên các đảo
Ngày 16 tháng 1 năm 1974, Tuần dương hạm Lý Thường Kiệt (HQ-16) sau khi đưa một phái đoàn công binh Quân đoàn I Quân lực Việt Nam Cộng hòa do Thiếu tá Hồng dẫn đầu (trong đó có một cố vấn người Mỹ tên Kosh thuộc Văn phòng Tùy viên Quân sự Hoa Kỳ tại Đà Nẵng) đi thăm dò một số đảo ở quần đảo Hoàng Sa để thiết lập một phi đạo ngắn thì phát hiện hai ngư thuyền ngụy trang số 402 và số 407 của Hải quân Trung Quốc gần đảo Hữu Nhật (còn được gọi không chính xác là "đảo Cam Tuyền"), đồng thời phát hiện quân Trung Quốc chiếm đóng đảo Quang Hòa và cắm cờ Trung Quốc tại các đảo Hữu Nhật, Duy Mộng, Quang Ảnh (còn được gọi không chính xác là "đảo Vĩnh Lạc").
Sau khi cấp báo về Bộ Tư lệnh Hải quân Vùng 1 Duyên hải tại Đà Nẵng, HQ-16 dùng đèn hiệu yêu cầu các chiến hạm Trung Quốc rời khỏi lãnh hải Việt Nam. Các chiến hạm Trung Quốc không chấp thuận yêu cầu, và cũng dùng đèn hiệu yêu cầu phía Việt Nam Cộng hòa rời khỏi lãnh hải Trung Quốc.
Ngay sau đó, trong ngày 16 tháng 1 năm 1974, Bộ trưởng Ngoại giao Việt Nam Cộng hòa Vương Văn Bắc tổ chức họp báo tố cáo tàu chiến Cộng hòa Nhân dân Trung hoa xâm phạm lãnh hải quanh các đảo Hữu Nhật, Quang Ảnh, Quang Hòa, Duy Mộng và đổ quân lên các đảo này.
Ngày 17 tháng 1 năm 1974, Khu trục hạm Trần Khánh Dư (HQ-4) đến Hoàng Sa chở theo một toán người nhái (biệt hải) và một đội hải kích đổ bộ xuống Hữu Nhật, Duy Mộng, Quang Ảnh để nhổ cờ Trung Quốc, dựng cờ Việt Nam Cộng hòa. Sau đó lính Việt Nam Cộng hòa rút trở lên tàu. Theo Hạm trưởng HQ-16, Trung tá Lê Văn Thự, toán biệt hải rời HQ-4 bằng xuồng cao su để lên HQ-16. Cùng trong ngày, hai tàu chống ngầm loại Kronstadt số 274 và 271 của Trung Quốc xuất hiện.

### Sự chuẩn bị của Trung Quốc

Bích chương "Tây sa chiến ca" của Trung Quốc nói về trận chiến ở Hoàng Sa.

Đêm 17 tháng 1 năm 1974, Chu Ân Lai nhận báo cáo tình hình Hoàng Sa từ Trường Lý Lực, Cục phó Cục Tác chiến Bộ Tổng tham mưu Quân Giải phóng Nhân dân Trung Quốc. Sau đó Chu Ân Lai cùng với Diệp Kiếm Anh viết báo cáo gửi Mao Trạch Đông đề nghị phái quân ra quần đảo Hoàng Sa.
Mao Trạch Đông phê vào bản báo cáo của Chu Ân Lai, Diệp Kiếm Anh: "Đồng ý!" và nói rằng, "trận này không thể không đánh". Mao Trạch Đông giao cho Diệp Kiếm Anh và Đặng Tiểu Bình trực tiếp chỉ huy trận đánh tại quần đảo Hoàng Sa. Đây là trận đánh đầu tiên của Đặng Tiểu Bình khi mới được phục chức sau 7 năm đi "cải tạo".
Ngày 18/1/1974, Chu Ân Lai triệu tập cuộc họp Bộ Chính trị Đảng Cộng sản Trung Quốc để thảo luận về tình hình Hoàng Sa và lập ra ban chuyên trách năm người để đối phó với các diễn biến có thể xảy ra tại Hoàng Sa. Ban chuyên trách gồm: Diệp Kiếm Anh (chủ nhiệm ban chuyên trách), Vương Hồng Văn, Trương Xuân Kiều, Đặng Tiểu Bình và Trần Tích Liên. Ban chuyên trách nghe Phó Tư lệnh Hải quân Trung Quốc Tô Chấn Hoa báo cáo sau đó quyết định tấn công hạm đội Việt Nam Cộng hòa. Đồng thời, ban chuyên trách công bố bản hướng dẫn nhằm đánh lại các Tuần dương hạm của Việt Nam Cộng hòa. Căn cứ vào bản hướng dẫn này, Hải quân Trung Quốc lập kế hoạch chuẩn bị cho chiến dịch.
Theo ông Hoàng Đức Nhã (bí thư báo chí của Việt Nam Cộng hòa), quần đảo Hoàng Sa nằm khá gần các căn cứ hải quân và không quân Mỹ tại Philippines, việc Trung Quốc phái quân ra Hoàng Sa chắc chắn là không thoát khỏi sự phát hiện và theo dõi của Hải quân Mỹ. Ông tin rằng việc các lãnh đạo Trung Quốc quyết định phái tàu ra Hoàng Sa mà không lo ngại sẽ dẫn tới xung đột với Mỹ, chứng tỏ rằng lãnh đạo cấp cao Mỹ - Trung Quốc đã ngầm có sự tán đồng với nhau trong việc Trung Quốc sẽ chiếm giữ Hoàng Sa, rằng khi nào Trung Quốc điều tàu thì hải quân Mỹ sẽ làm ngơ, coi như không biết chuyện đó. Theo Chuẩn tướng Nguyễn Hữu Hạnh thì tới năm 1974, Mỹ biết rằng họ sẽ thất bại ở Việt Nam nên đã ngầm giao Hoàng Sa lại cho Trung Quốc, nhằm mượn tay Trung Quốc ngăn cản hạm đội Liên Xô hoạt động ở vùng biển Đông.

### Thành lập lực lượng đối phó với Trung Quốc
Ngày 18 tháng 1 năm 1974, Phó Đề đốc Lâm Ngươn Tánh, Tư lệnh phó Hải quân Việt Nam Cộng hòa bay ra Bộ Tư lệnh Hải quân Vùng 1 Duyên hải tại Đà Nẵng để chỉ huy toàn bộ lực lượng tham chiến tại Hoàng Sa. Cũng trong sáng ngày 18 tháng 1 năm 1974, lực lượng tăng cường cho Hoàng Sa bao gồm Tuần dương hạm Trần Bình Trọng (HQ-5) và Hộ tống hạm Nhật Tảo (HQ-10) có mặt tại trận địa. Do hải hành lâu ngày chưa kịp tu bổ, HQ-10 tham chiến với một máy không dùng được, chỉ còn một máy hoạt động, radar bị hư hỏng. HQ-5, do Trung tá Phạm Trọng Quỳnh chỉ huy, là soái hạm của Hải đoàn đặc nhiệm bao gồm 4 chiến hạm là HQ-4, HQ-5, HQ-10, HQ-16. Đại tá Hải quân Hà Văn Ngạc ở trên HQ-5 là người trực tiếp chỉ huy Hải đoàn.
Vào khoảng xế trưa ngày 18 tháng 1, Đại tá Ngạc quyết định hải đoàn sẽ phô trương lực lượng bằng một cuộc thao diễn chiến thuật để tiến về phía đảo Quang Hòa với hy vọng có thể đổ bộ chiếm lại đảo một cách hòa bình như đã làm trước đây. Bốn chiến hạm theo đội hình hàng dọc, dẫn đầu là khu trục hạm HQ-4, theo sau là tuần dương hạm HQ-5 trương hiệu kỳ hải đội, thứ ba là tuần dương hạm HQ-16 và sau cùng là hộ tống hạm HQ-10, khởi hành từ nam đảo Hoàng Sa để tiến về đảo Quang Hòa, tốc độ chừng 6 gút. Khoảng cách giữa các chiến hạm là hai lần khoảng cách tiêu chuẩn (1000 yard). Trên đường đến đảo Quang Hòa, Hải đoàn bị 2 tàu chống ngầm hạng nhẹ lớp Kronstad của Trung Quốc mang số hiệu 271 và 274 chặn đường. Hai chiếc chiến hạm khác nhỏ hơn mang số 389 và 396 vẫn ở sát bờ bắc đảo Quang Hòa. Chiến hạm 271 của Trung Quốc và soái hạm HQ-5 trao đổi với nhau bằng quang hiệu. Cả hai đều khẳng định đây là lãnh thổ của mình và yêu cầu đối phương rút lui. Để tránh đụng tàu đại tá Ngạc đưa Hải đoàn trở về phía nam đảo Hoàng Sa để theo dõi các chiến hạm Trung Quốc khi đó quay về đóng tại phía bắc và tây bắc đảo Quang Hòa.

### Đổ bộ thất bại
Theo Hạm trưởng HQ-16, Trung tá Lê Văn Thự, khoảng 10 giờ sáng ngày 18 tháng 1, Đại tá Hà Văn Ngạc ra lệnh cho ông đưa viên cố vấn Mỹ lên đảo Hoàng Sa sau đó cho toán biệt hải đổ bộ lên đảo Quang Hòa và một toán của HQ-16 lên giữ đảo Quang Ảnh. Sau khi đưa viên cố vấn Mỹ lên đảo Hoàng Sa, HQ-16 tiến đến gần đảo Quang Hòa đổ bộ toán biệt hải lên đảo thì một tàu Trung Quốc xuất hiện, cản trước mũi, không cho HQ-16 tiến gần đến đảo. Hai tàu cọ vào nhau làm tàu Trung Quốc hư hại nhẹ. Theo Trung tá Thự, tàu Trung Quốc mang số hiệu 271, dài chừng 70 mét, có súng tương đương với súng 76.2 ly, 40 ly, 20 ly và đại liên 12,7 ly của HQ-16. HQ-16 chuyển hướng sau đó cho biệt hải dùng xuồng cao su tấn công từ mặt Nam của đảo Quang Hòa từ khoảng cách 1-2 hải lý. Cuộc đổ bộ thất bại. Một thiếu úy biệt hải bị bắn chết. Toán biệt hải trở về HQ-16. Chiều ngày 18 tháng 1, khoảng 6 giờ, Đại tá Ngạc gọi máy cho Trung tá Lê Văn Thự và ra lệnh cho ông chỉ huy HQ-10, bằng mọi giá phải đổ bộ cho được toán biệt hải lên đảo Quang Hòa. Sau khi nhận lệnh này, HQ-16 không còn liên lạc được với đại tá Ngạc trên soái hạm HQ-5, tàu HQ-4 hay Bộ Tư lệnh Hải quân Vùng I Duyên Hải do máy liên lạc âm thoại giai tần đơn bị Trung Quốc phá sóng. HQ-16 chỉ còn liên lạc được với HQ-10. Những ngày sau đó do bị thương khi hải chiến với tàu Trung Quốc, HQ-16 không thể chấp hành lệnh đổ bộ của Đại tá Ngạc.
Vào khoảng 23 giờ ngày 18 tháng 1, Đề đốc Lâm Ngươn Tánh ban hành Lệnh Hành quân Hoàng Sa 1 nhằm chiếm lại một cách hòa bình các đảo Hữu Nhật, Quang Hòa, Duy Mộng, Quang Ảnh. Đại tá Hà Văn Ngạc chia lực lượng tham chiến thành hai phân đoàn đặc nhiệm: Phân đoàn I là chủ lực gồm Khu trục hạm HQ-4 và Tuần dương hạm HQ-5 do Hạm trưởng Khu trục hạm HQ-4 chỉ huy; Phân đoàn II có nhiệm vụ yểm trợ gồm Tuần dương hạm HQ-16 và Hộ tống hạm HQ-10 do Hạm trưởng Tuần dương hạm HQ-16 chỉ huy.
Theo tài liệu của Tổng cục Chiến tranh Chính trị và tường thuật của Đại tá Hà Văn Ngạc, 8 giờ 30 ngày 19 tháng 1, hai nhóm Biệt hải của Việt Nam Cộng hòa gồm 74 người do Đại úy Nguyễn Minh Cảnh chỉ huy tiếp tục đổ quân vào đảo Quang Hòa. Đại tá Ngạc chỉ thị lực lượng này không được nổ súng trước và có nhiệm vụ yêu cầu toán quân Trung Quốc rời đảo. Trên đảo đang có một đại đội của Hải quân Trung Quốc trấn giữ. Theo báo cáo của Biệt đội trưởng, chiến sĩ Đỗ Văn Long là người đầu tiên tiến vào đảo và vừa nổ súng vừa tiến vào trong nên đã bị hỏa lực trong bờ bắn tử thương ngay tại bãi biển. Sau đó Trung úy Lê Văn Đơn cũng tử thương. Việc đổ bộ thất bại. Hai toán Biệt hải được lệnh rút về HQ-5. Tổng số thương vong của Hải quân Việt Nam Cộng hòa gồm 2 người chết và 2 bị thương.
Theo ông Lê Văn Thự, việc đổ quân thất bại là do kế hoạch quá sơ sài. Muốn đánh bại quân Trung Quốc trên đảo mà chỉ đổ bộ một toán người nhái 9, 10 người thì khó mà thành công, lại thiếu tiếp tế lương thực, nước uống và vật dụng thì cũng khó mà giữ đảo.

### Hải quân Việt Nam Cộng hòa khai chiến
Việc đổ bộ thất bại được báo cáo ngay về Bộ Tư lệnh Hải quân Vùng I Duyên hải. Chừng ít phút sau đó (vào khoảng 9 giờ 30 sáng) Phó Đô đốc Hải quân Việt Nam Cộng hòa Hồ Văn Kỳ Thoại theo chỉ thị của tổng thống Nguyễn Văn Thiệu ra khẩu lệnh vắn tắt "khai hỏa" cho Đại tá Ngạc trên băng siêu tần số SSB (single side band) và không có chi tiết gì khác hơn.
Ban đầu Đại tá Ngạc dự định cho hạm đội bắn pháo lên đảo để dọn đường cho lính thủy đổ bộ. Sau đó do các Hạm trưởng khác phản đối, Đại tá Ngạc quyết định tiêu diệt các tàu Trung Quốc trước. Lúc 10 giờ 22 cùng ngày, 2 chiến hạm của phía Việt Nam Cộng hòa là HQ-16 và HQ-10 tiến vào lòng chảo Hoàng Sa theo thế gọng kìm, nổ súng trước vào các tàu chiến Trung Quốc đang neo đậu trong khu vực này. Các tàu Trung Quốc tích cực di chuyển và phản kích dữ dội. Hai chiến hạm còn lại của Việt Nam Cộng hòa là HQ-4 và HQ-5 cũng tiến vào lòng chảo, tham chiến từ phía tây nam. Vì tầm quan sát rất hạn chế, nên từ Tuần dương hạm HQ-5 không quan sát được Tuần dương hạm HQ-16 và Hộ tống hạm HQ-10. Do máy liên lạc âm thoại giai tần đơn bị Trung Quốc phá sóng nên Soái hạm chỉ có thể liên lạc với các chiến hạm còn lại bằng máy PRC 25 nên việc liên lạc giữa các chiến hạm không liên tục và ổn định.

### Tình hình chiến sự
Sau vài phút hải chiến HQ-4 chỉ bị thiệt hại nhẹ nhưng do "trở ngại tác xạ", không phát huy được hỏa lực, nên tàu này lùi ra xa và không tham chiến tiếp, sau đó thì rút chạy luôn. Sau khoảng 15 phút giao chiến, HQ-10 bị hư khẩu pháo chính 76 li trước mũi tàu, tàu bị bắn xối xả, bốc cháy tại chỗ; Hạm trưởng là Ngụy Văn Thà tử trận vì bị mảnh đạn phạt ngang cổ, Đại úy Hạm phó Trí bị thương nặng vẫn cố điều khiển HQ-10 húc vào tàu đối phương, ngay sau đó thì Đại úy Trí ra lệnh thủy thủ bỏ tàu nhảy xuống biển. HQ-16 trúng đạn pháo 127 ly của HQ-5 bắn nhầm, viên đạn xuyên thủng hầm máy khiến tàu bị nghiêng trên 10 độ, tàu mất khả năng chiến đấu và phải rút lui về phía tây. Theo trưởng khối hành quân của HQ-5 là Bùi Ngọc Nở, thì sau 15 phút chiến đấu, tàu HQ-5 bị trúng đạn pháo của địch khiến các khẩu pháo 127 ly và (10 nòng pháo) 40 ly bị vô hiệu hoá. Nhưng Hạm trưởng HQ-16 là Lê Văn Thự thì cho rằng tàu HQ-5 không hề bị hư hại gì trong trận đánh, việc ông Bùi Ngọc Nở nói tàu bị hư hại nặng chỉ là để biện hộ cho việc HQ-5 rút chạy sớm khỏi trận đánh.
Tài liệu Trung Quốc thì ghi nhận: các chỉ huy Trung Quốc nhận thức rõ sự yếu thế về trang bị và vũ khí so với đối phương (tàu vừa nhỏ vừa cũ kỹ, công nghệ lạc hậu), nên họ đã có sự chuẩn bị kỹ về chiến thuật và tinh thần. Ngay sau khi nổ ra giao chiến, các tàu Trung Quốc lập tức cơ động, áp sát tàu địch càng gần càng tốt để hạn chế ưu thế về radar và pháo cỡ lớn của đối phương. Có những lúc, tàu chiến của họ chỉ cách chiếc HQ-10 khoảng 300 mét. Dù tàu nhỏ hơn nhưng các thủy thủ Trung Quốc đã dũng cảm không rời vị trí, họ dùng cả súng bộ binh và súng phóng lựu để nã vào tàu đối phương. Nỗ lực của Trung Quốc đã có kết quả: tàu HQ-10 bị trúng đạn vào đài chỉ huy, Hạm trưởng bị thương và hỏa lực trên tàu bị vô hiệu hóa, thủy thủ trên HQ-10 thì bỏ tàu nhảy xuống biển Tài liệu Trung Quốc mô tả:
Lúc 10:22, tất cả các tàu của đối phương khai hỏa, các tàu Trung Quốc liền bắn trả. Do những phát pháo đầu tiên của cả hai bên được ngắm bắn từ trước, tất cả những phát đạn đều bắn chính xác. 8 tàu chiến của cả hai bên đều bị bắn trúng, và tàu 274 của Trung Quốc bị bắn trúng vào buồng lái, Chính ủy và thuyền phó hy sinh. Ban chỉ huy Trung Quốc ra lệnh tiếp tục tiếp cận kẻ thù ở tốc độ cao và chiến đấu bằng các phương pháp cận chiến... Các tàu của hai bên nhanh chóng áp sát nhau. Tàu Trung Quốc lắp đặt pháo đôi cỡ nòng 25mm, 37mm và pháo cỡ nòng nhỏ khác ở mũi và phía sau. Với tốc độ bắn nhanh, chúng trút cơn mưa đạn lên tàu địch và đội hình của hải quân đối phương nhanh chóng bị phá vỡ.
Theo kế hoạch đã được thiết lập, các tàu 271 và 274 của Trung Quốc đã được dành riêng để đấu với tàu HQ-4, chiếc HQ-4 nhanh chóng tung khói mù và vội vã bỏ chạy. Tàu HQ-5 đã ngay lập tức bắn chặn vào tàu 274 đang đuổi theo và tàu 274 bị bắn trúng. Hai tàu quét mìn khác của Trung Quốc là 389 và 396 cũng đánh cận chiến với tàu HQ-10 và HQ-16, chúng nhanh chóng bốc cháy. Buồng chỉ huy của tàu 389 cũng bị đạn pháo địch phá hủy, gây thương vong nặng nề. Do sự cố của thiết bị lái, tàu 389 đã lao vào giữa hai tàu Việt Nam và bị tấn công bằng hỏa lực. Một quả đạn trúng giữa hai động cơ chính và phát nổ. May mắn thay, đám cháy đã được dập tắt kịp thời. Để sửa chữa máy phát điện bị hư hỏng, cả năm binh sĩ đã chết trong phòng máy, nơi chứa đầy khói thuốc súng và thiếu oxy trầm trọng.
Lúc này, pháo của cả hai bên đều vô dụng, và Đại úy chỉ huy tàu 389 đã nảy ra sáng kiến: ném lựu đạn! Vào thời điểm đó, một số hộp lựu đạn đã được chất lên tàu. Vì vậy, các thủy thủ Trung Quốc đã ném một loạt lựu đạn vào tàu HQ-10, một số người nhặt súng tiểu liên và bắn vào tàu HQ-10, thậm chí có người cầm một khẩu bazooka chống tăng để bắn tàu địch! Đến nỗi sau chiến tranh, quân Nam Việt Nam đã thông báo với báo chí rằng "tàu chiến Trung Quốc đã sử dụng tên lửa". Thuyền trưởng HQ-10 bị bắn chết tại chỗ, tàu 389 bị nghiêng nghiêm trọng. Sau khi tàu 396 rút khỏi trận chiến, nó phải tự mắc cạn với sự hỗ trợ của tàu cá Trung Quốc để tránh bị chìm. 3 tàu khác cũng bị hư hại ở các mức độ khác nhau và không còn nhiều đạn.
Việc các tàu Trung Quốc dùng chiến thuật đánh cận chiến với HQ-10, HQ-16 cũng tiềm ẩn nguy cơ rủi ro cao: các tàu Trung Quốc sẽ bị hở sườn và phơi mình trước hỏa lực mạnh trên hai tàu HQ-4, HQ-5 đang khai hỏa từ một hướng khác. Các tàu Trung Quốc đang tập trung đánh HQ-10 và HQ-16, nên HQ-4 và HQ-5 không lo bị bắn, các tàu này chỉ cần ung dung bật radar ngắm bắn tự động và nã pháo từ xa, chỉ cần 1 phát đạn pháo 127mm bắn trúng đích là đủ để đánh chìm hoặc làm hỏng nặng 1 tàu Trung Quốc. Nhưng điều bất ngờ là HQ-4, HQ-5 chỉ khai hỏa chút ít rồi quay đầu rút chạy, bỏ mặc 2 tàu đồng đội đang phải chống đỡ tàu Trung Quốc áp sát.
Theo lời kể của Lê Văn Thự, chỉ huy tàu HQ-16 thì: Phân đoàn II (gồm HQ-16 và HQ-10) là cánh tham chiến chủ yếu, còn Phân đoàn I (gồm HQ-4 và HQ-5) chỉ ở bên ngoài "nhìn và đợi". Và vì quá lo sợ Trung Quốc nên tin chắc thế nào Phân đoàn II cũng bị đánh chìm, Đại tá Hà Văn Ngạc đã ra lệnh HQ-5 bắn vào lòng chảo 5 - 7 phát trước khi rút lui. Mấy phát đạn này lại bắn trúng vào đồng đội là chiếc HQ-16, khiến tàu HQ-16 bị hỏng nặng Cũng theo Lê Văn Thự thì:
Chừng khoảng phút thứ 20 hay 30, tôi thấy một tàu Trung Quốc bốc khói, một tàu khác có lẽ bị trúng đạn làm hư hệ thống tay lái nên tàu cứ xoay quanh như gà trống chạy lòng vòng trước khi đạp mái.
Tiếp đến HQ-10 báo cáo Hạm trưởng bị thương. Tôi ra lệnh Hạm phó lên thay quyền chỉ huy, đồng thời đặt ống nhòm nhìn sang HQ-10 tôi thấy một ngọn lửa nhỏ cháy ở đài chỉ huy có thể dập tắt được bằng bình CO2 mà sao không ai làm. Quan sát phía sau lái HQ-10 tôi thấy bốn, năm cái đầu nhấp nhô trên mặt biển. Tôi không biết chuyện gì xảy ra trên HQ-10 vì không nghe báo cáo gì thêm. Tôi đoán chừng vì Hạm trưởng bị thương nặng nên HQ-10 như rắn mất đầu. Một số thủy thủ nhát gan sợ tàu cháy hay trúng đạn nổ nên đã bỏ tàu nhảy xuống biển. Nhưng HQ-10 vẫn nổi bình thường, thăng bằng, không nghiêng một chút nào cả.
Trận chiến Hoàng Sa rất giản dị, chẳng có chiến thuật gì rắc rối, phức tạp cả. Tôi chỉ khai thác sơ hở của ba chiến hạm Trung Quốc tập trung một chỗ trong lòng chảo để tấn công. Nếu thủy thủ đoàn HQ-16 và HQ-10 có kinh nghiệm tác xạ, HQ-16 không bị trúng đạn của đồng đội (HQ-5) và Hạm trưởng HQ-10 không bị thương thì chắc chắn ba tàu Trung Quốc phải bị đánh chìm. Tôi còn nghi vấn về Hạm trưởng HQ-10 bị thương là do đạn của Trung Quốc hay cũng bị trúng đạn của đồng đội là HQ-4, HQ-5.
Khoảng 11 giờ 25, sau khi nhận được tin HQ-16 trúng đạn và mất liên lạc với HQ-10, Đại tá Ngạc ra lệnh cho HQ-4 và HQ-5 rút lui về phía đông nam, hướng về vịnh Subic, Philippines. Sau này, Đại tá Ngạc giải thích rằng ông đã phát hiện một chiến hạm của Trung Quốc có trang bị mỗi bên 1 dàn phóng hỏa tiễn chống hạm, cách xa chừng 8 đến 10 hải lý đang tiến vào vùng giao tranh với một tốc độ cao. Ông nghĩ rằng Hải đội không thể để bị thiệt hại một Khu trục hạm trong khi Hải quân Việt Nam Cộng hòa chỉ có tổng cộng 2 chiếc. Nhưng theo Trung tá Lê Văn Thự, Đại tá Ngạc ra lệnh rút lui vì "lo sợ cả phản lực cơ và Tiềm thủy đĩnh Trung Quốc nên không còn tinh thần để chiến đấu nữa". Lê Văn Thự cho rằng chuyện phía đông xuất hiện một chiến hạm Trung Quốc có trang bị hỏa tiễn chỉ là tưởng tượng của ông Ngạc vì "cách xa chừng 8 đến 10 hải lý (khoảng 18 km) khó mà thấy được mỗi bên một giàn phóng hỏa tiễn". Nhận định của Lê Văn Thự là phù hợp với các tài liệu Trung Quốc (trong trận này, các tàu của Trung Quốc đều là tàu săn ngầm cỡ nhỏ, không được trang bị hỏa tiễn, cái gọi là "hỏa tiễn" thực ra chỉ là đạn súng chống tăng vác vai).
Theo tài liệu Trung Quốc, đến thời điểm 11h20, cả bốn tàu của họ đều bị hư hại (một tàu phải ủi bãi, một tàu bốc cháy), đạn dược cũng sắp hết. Nếu trận hải chiến kéo dài hơn thì khó có thể nói trước ai sẽ chiến thắng. Tuy nhiên, đúng lúc này thì đội tàu của Việt Nam Cộng hòa quay đầu tháo lui, bỏ lại HQ-10 đang bị hỏng nặng. Một lúc sau, 2 tàu chống ngầm số hiệu 281 và 282 của Trung Quốc đến nơi khi trận đánh đã kết thúc. 2 tàu này đánh chìm HQ-10 (lúc này đã hư hại hoàn toàn) bằng 2 loạt đạn.

### Việt Nam Cộng hòa rút lui
Trong thời gian xảy ra chiến sự, Bộ Tư lệnh Hải quân Việt Nam Cộng hòa nhận được thông báo của Văn phòng Tùy viên Quân sự Hoa Kỳ (DAO) tại Sài Gòn, cho biết radar Đệ thất Hạm đội ghi nhận một số tàu chiến và chiến đấu cơ từ Hải Nam đang tiến về phía Hoàng Sa. Số tàu chiến chi viện của Trung Quốc vẫn chưa được xác định chính xác nhưng có thể bao gồm 2 tàu chống ngầm số hiệu 281 và 282 thuộc lớp tàu Hải Nam. Phó Đô đốc Hải quân Việt Nam Cộng hòa Hồ Văn Kỳ Thoại cho biết họ phải quyết định rút lui khi cố vấn Hoa Kỳ cho biết 17 chiến hạm của Trung Quốc trong đó có 4 tàu ngầm đang trên đường tới khu vực và khả năng là sẽ có phi cơ phản lực tới từ đảo Hải Nam nếu Việt Nam Cộng hòa quyết định tăng viện 2 chiến hạm cho Hoàng Sa, nhưng phía Việt Nam Cộng hòa chỉ có phi cơ khu trục F-5 thuộc Sư đoàn 1 Không quân tuy đang sẵn sàng hỗ trợ cho hải đội tại Hoàng Sa nhưng lại không đủ sức hoạt động lâu tại đây.
Bộ Tư lệnh Hải quân Việt Nam Cộng hòa sau đó yêu cầu Hạm đội 7 trợ giúp, nhưng phía Mỹ từ chối, thậm chí Hạm đội 7 từ chối cả việc cứu những thủy thủ của tàu HQ-10 đang trôi dạt trên biển. Sau khi Bộ Tư lệnh cân nhắc tương quan lực lượng, các chiến hạm Việt Nam Cộng hòa được lệnh rút bỏ quần đảo Hoàng Sa.
Sau trận đánh, đội hình của Việt Nam Cộng hòa bị tan rã:
- HQ-10 chìm tại trận
- HQ-16 bị hỏng nặng, quay đầu chạy về Đà Nẵng. Trên đường rút lui, HQ-16 đưa 8 quân nhân lên giữ đảo Hoàng Sa.
- HQ-4 còn nguyên vẹn, còn HQ-5 thì không rõ tình trạng, 2 tàu này tìm cách vòng qua Hoàng Sa để chạy sang Phillipines. Khoảng 14 giờ 30 ngày 19/01/1974, khi ngang qua đảo Tri Tôn thì HQ-5 được lệnh của Tư lệnh Hải quân từ Đà Nẵng: "HQ-4 và HQ-5 phải quay trở lại Hoàng Sa, nếu cần thì ủi bãi". Nhưng các tàu này không hề quay lại và không lâu sau đó có một lệnh tiếp theo từ Đà Nẵng, lệnh cho HQ-4 và HQ-5 trở về Đà Nẵng.

Đêm hôm đó, 3 chiến hạm Việt Nam Cộng hòa bị hư hại rút về tới căn cứ. Về đến Đà Nẵng, khi kiểm tra thì mới biết HQ-16 trúng một viên đạn 127mm bắn cầu vồng từ HQ-5 rơi xuống nước gặp sức cản của nước bị lệch hướng rồi đâm vào lườn tàu HQ-16 dưới mặt nước. Theo tường thuật của Trung tá Lê Văn Thự: "Viên đạn xước qua một góc máy điện, xuyên đứt cánh tay Trung sĩ Điện khí Xuân kế đó rồi chui vào kho điện khí ở một góc hầm máy và nằm ở đó". Trung tá Lê Văn Thự nói rằng HQ-16 đã gặp may, vì nếu viên đạn 127mm mà nổ thì HQ-16 sẽ chìm tại chỗ, và cũng chẳng còn chứng cứ nào để bóc trần việc HQ-5 đã bắn vào đồng đội.
Hộ tống hạm HQ-10 bị trúng đạn, hư hại nặng và chìm. Trung tá Lê Văn Thự còn tỏ ý nghi ngờ rằng HQ-10 cũng đã bị tàu đồng đội là HQ-4, HQ-5 bắn vào chứ không chỉ bị trúng đạn của Trung Quốc
HQ-4 rút lui ngay từ đầu do "trở ngại tác xạ" nên chỉ bị thiệt hại nhẹ. Về tàu HQ-5 thì lời kể có nhiều mâu thuẫn. Theo sĩ quan Bùi Ngọc Nở thì HQ-5 thiệt hại rất nặng: "đếm được tất cả là 102 lỗ đạn đại bác 100 ly, còn đạn đại bác 37 ly lỗ nhỏ hơn và nhiều không đếm được, riêng đài chỉ huy trúng mười mấy trái đại bác 100 ly nhưng may mắn là nhờ hai lớp thép bảo vệ nên khi xuyên qua hai lớp thép này thì hết tầm" (thực ra tàu Trung Quốc không có pháo 100mm mà chỉ có pháo 85mm). Tuy nhiên, theo Hạm trưởng HQ-16 là Lê Văn Thự thì "Sự thật HQ-4 và HQ-5 chẳng bị trầy một mảnh sơn nào cả. Cả Hải quân đều biết. Vì thế cho nên chỉ một mình HQ-16 được tiếp đón ở Sài Gòn và gắn huy chương chứ không có Đại tá Ngạc hay HQ-4 và HQ-5".

### Trung Quốc chiếm toàn bộ Hoàng Sa
Trong khi chiến sự đang diễn ra tại Hoàng Sa, Diệp Kiếm Anh, Đặng Tiểu Bình và Tô Chấn Hoa báo cáo lên Mao Trạch Đông đề nghị cho phép quân đội Trung Quốc chiếm tất cả các đảo do Việt Nam Cộng hòa kiểm soát. Mao đã chấp thuận đề nghị này. Khi hải chiến Hoàng Sa kết thúc, sau khi nghe báo cáo, Đặng Tiểu Bình đã chỉ thị cho Quân khu Quảng Châu tiếp tục đánh chiếm các đảo Hoàng Sa, Hữu Nhật và Quang Ảnh.
Ngày 20 tháng 1, tàu Trung Quốc bắn pháo vào các đảo Hữu Nhật, Quang Ảnh và Hoàng Sa. Trung Quốc pháo kích vào các đảo suốt 1 giờ, nhưng điều kỳ lạ là các phát bắn không trúng bất cứ công trình nào, cũng không gây ra bất cứ thương vong nào. Có thể vì Trung Quốc e ngại có người Mỹ trên đảo, nếu gây sát thương cho người Mỹ thì sẽ gặp rắc rối ngoại giao, nên tàu Trung Quốc chỉ bắn để hăm dọa chứ không nhằm tiêu diệt đối phương trên đảo.
Tiếp đó, quân Trung Quốc đổ bộ tấn công các đơn vị đồn trú của Việt Nam Cộng hòa trên các đảo này. Sau 20 phút, lực lượng của Việt Nam Cộng hòa trên các đảo bị mất liên lạc với đất liền.
Hải quân Trung Quốc thời đó chưa có tàu đổ bộ chuyên dụng, tất cả binh sỹ của họ được đưa ra Hoàng Sa bằng các tàu đánh cá. Theo bản tường trình của cố vấn Gerald Kosh (hiện nay đã được công bố), phía Trung Quốc chỉ có xuồng cao su nên chỉ chở được bộ binh trang bị ở mức cơ bản: AK-47 hoặc súng Carbin, họ không sử dụng vũ khí hạng nặng (đại liên, súng cối), cũng không có xe tăng lội nước hoặc xe thiết giáp yểm trợ. Do trang bị đổ bộ thiếu thốn nên Trung Quốc dự tính thương vong khi đổ bộ sẽ khá cao nếu bị quân Việt Nam Cộng hòa bắn trả. Để bù đắp việc thiếu hụt trang bị, Trung Quốc đã huy động số quân đổ bộ khá lớn: khoảng 500 lính Trung Quốc được huy động cho chiến dịch đổ bộ
Lực lượng của Việt Nam Cộng hòa trên các đảo bao gồm 1 trung đội (khoảng 48 lính và sĩ quan), có thêm 1 cố vấn Mỹ là Gerald Kosh. Trang bị của đơn vị này gồm: mỗi lính đều có một khẩu súng trường M16 và nhiều băng đạn, ngoài ra còn có 1 súng cối 60mm và 1 súng đại liên. Với trang bị tốt cộng thêm công sự phòng ngự, lực lượng này có thể chặn đứng quân Trung Quốc đổ bộ đông gấp nhiều lần, cầm cự chờ chi viện từ đất liền.
Tuy nhiên, diễn biến cuộc đổ bộ thuận lợi đến bất ngờ cho phía Trung Quốc: quân Việt Nam Cộng hòa không bắn trả nên quân Trung Quốc không chịu bất kỳ thương vong nào. Quân Trung Quốc nhanh chóng chiếm các đảo vì quân Việt Nam Cộng hòa đóng trên các đảo đã bỏ vị trí chiến đấu, chạy vào khu lùm cây giữa đảo rồi buông súng đầu hàng ở đó. Đến trưa thì lính Trung Quốc đã bắt được 49 tù binh gồm 1 người Mỹ, 23 lính địa phương quân, 6 sĩ quan Quân đoàn 1, 5 nhân viên khí tượng, 1 sĩ quan và 14 quân nhân hải quân.
Theo lời binh nhì Nguyễn Đức, từng đóng ở Hoàng Sa khi trận đánh diễn ra, thì quân Việt Nam Cộng hòa đóng ở trên đồi, ngồi trong lô cốt, cơ số đạn trang bị có thể tiêu diệt số lượng quân gấp mười lần số lính Trung Quốc đang đổ bộ. Nhưng rồi tất cả đã đầu hàng mà không chống trả: 
"Ông cố vấn người Mỹ nói sao đó với chỉ huy trưởng, sau đó có lệnh đầu hàng, chúng tôi phải cởi áo trắng cắm làm cờ và chạy lên phía rừng, thả súng chờ quân Trung Quốc tới bắt. Cuối cùng bị bắt sang Trung Quốc, chuyện là vậy, ông cố vấn Mỹ khi sang Trung Quốc thì không thấy đâu nữa, chỉ có chúng tôi gồm 43 người, kể cả chỉ huy. Nói chung là cho đến bây giờ tôi cũng không hiểu vì sao lại có chuyện tự dưng đang thắng lại chuyển sang bại, đang đánh lại đầu hàng và vì sao chúng tôi được đối xử không tệ trong nhà tù?"
Sau trận đánh, nhà viết kịch Lục Trụ Quốc đã được giao nhiệm vụ đi phỏng vấn tại đảo để đưa trận hải chiến lên điện ảnh. Điều khôi hài nhất mà ông biết được qua phỏng vấn là khi quân Việt Nam Cộng hòa đầu hàng, họ không có cờ trắng nên đã vẫy những chiếc quần đùi trắng để đầu hàng.
Theo bản tường trình của cố vấn Gerald Kosh, phía Trung Quốc đối xử khá tốt với tù binh, có lẽ vì thấy quân Việt Nam Cộng hòa không chống trả gì. Ban đầu, một số nhỏ tù binh bị trói tay bằng những sợi dây nhỏ, nhưng đến khi củng cố xong, tất cả tù binh đều được cởi trói. 48 tù binh được canh chừng bởi khoảng từ 35 đến 40 lính Trung Quốc, mỗi tù binh được cho uống nước và được mời hút thuốc lá, họ chỉ không được phép nói chuyện riêng. Sau khi khám xét, lính Trung Quốc trả lại cho họ đồ dùng cá nhân không liên quan đến quân sự (kể cả tiền bạc). Nhiếp ảnh viên Trung Quốc sử dụng máy ảnh Leica chụp rất nhiều hình tù binh, có vài bức hình chụp cả nhóm tù binh đứng chung với sỹ quan Trung Quốc. Sau này, khi được thả về nước, mỗi tù binh còn được Trung Quốc tặng quà, bao gồm cả những bức tranh vẽ gấu trúc khá đẹp
Theo tiến sĩ Balazs Szalontai - một nhà nghiên cứu độc lập ở Hungary, Trung Quốc quyết định chiếm quần đảo Hoàng Sa trước khi Việt Nam Cộng hòa sụp đổ - nghĩa là trước khi Việt Nam Dân chủ Cộng hòa có thể chiếm quần đảo.

## Kết quả

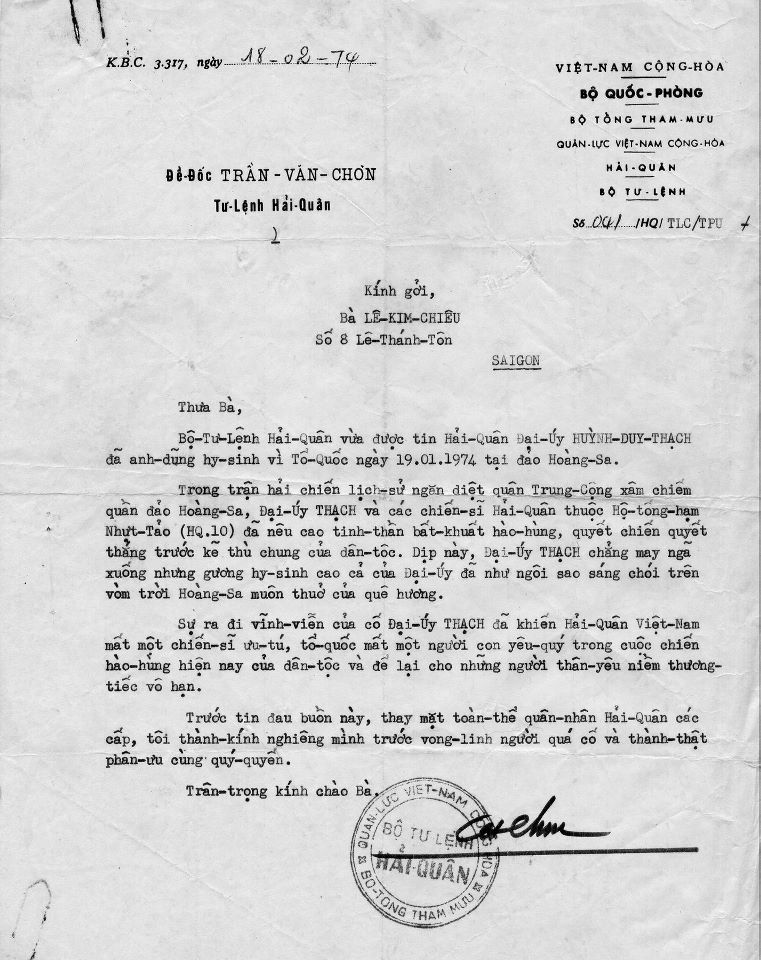
Một thư chia buồn của Đề đốc Trần Văn Chơn.

Theo tài liệu của Việt Nam Cộng hòa thì tàu HQ-10 trúng đạn vào pháo tháp và bị chìm sau đó. HQ-16 bị hư hại nặng, nghiêng trên 10 độ, HQ-4 thì chỉ bị hư nhẹ. Về HQ-5, có nhân chứng nói tàu chỉ hư nhẹ trong khi nhân chứng khác nói tàu hư nặng.
Hải quân Việt Nam Cộng hòa có 75 binh sĩ tử vong, trong đó riêng HQ-10 có 63 người chết bao gồm Hạm trưởng Ngụy Văn Thà. HQ-4 có ba người chết, HQ-5 có 3 quân nhân tử vong và 16 bị thương, HQ-16 có hai người chết, lực lượng người nhái có bốn người chết.
Sau trận hải chiến, ngày 20 tháng 1, tàu chở dầu Hòa Lan "Kopionella" vớt được 23 người thuộc thủy thủ đoàn của HQ-10 đang trôi dạt trên biển. Đến mười ngày sau, ngày 29 tháng 1, ngư dân Việt Nam vớt được một toán quân nhân Việt Nam Cộng hòa gần Mũi Yến (Qui Nhơn), gồm 1 sĩ quan, 2 hạ sĩ quan và 12 quân nhân thuộc lực lượng đổ bộ lên đảo Quang Hòa, đã dùng bè vượt thoát đảo sau trận hải chiến.
Theo tài liệu của Trung Quốc thì các tàu 274, 271, 389, 396 đều trúng đạn và bị hư hại nhưng không có tàu nào chìm, phía Việt Nam Cộng Hòa có HQ-10 bị chìm tại trận. Trung Quốc bắt giữ một sĩ quan chỉ huy hàng đầu ở đảo (bị bắt ở trong rừng) tên là Phạm Văn Hồng, 47 tù binh khác, cộng với một người Mỹ là liên lạc ở Lãnh sự quán Mỹ tại Đà Nẵng. Trung Quốc có trao trả tù binh sau đó ngày 27 tháng 2 tại Hồng Kông qua Hội Chữ thập đỏ. Một tài liệu khác của Trung Quốc thì cho là họ đã đánh chìm 1 tàu khu trục, làm hư hại 3 tàu khu trục khác, làm chết và bị thương hơn 100 lính của Việt Nam Cộng hòa, bên phía Trung Quốc 1 tàu chiến nhỏ bị hư hại, 18 binh lính chết và 67 binh lính bị thương.
Phía Cộng hòa Nhân dân Trung Hoa có 18 binh sĩ thiệt mạng, 67 binh sĩ bị thương và 3 người bị xây xát nhẹ. Một trong những binh sĩ trở về từ cuộc chiến là Ngô Tiên Phong đã được nhà nước và quân đội Trung Quốc phong làm anh hùng quân đội và được tặng huân chương hạng nhất.
Ông Nguyễn Hữu Hạnh, nguyên là Chuẩn tướng, phụ tá Tổng Tham mưu trưởng quân đội Sài Gòn năm 1975, kể lại:
Phía Sài Gòn, Tổng thống Nguyễn Văn Thiệu rình rang tổ chức "mừng chiến thắng" ở Hoàng Sa. Tôi lúc đó cảm thấy tức giận vô cùng, không hiểu được người ta ăn mừng cái gì: Tàu chìm, lính bị bắt, đất thì mất... mà hô hào chiến thắng? Tôi cất công đến thăm người bạn là phó Đề đốc Tánh (Tư lệnh phó Hải quân) để nắm tình hình... Tôi cũng không hiểu được vì sao hai nước giao tranh, người ta lại có thể thả tù binh một cách êm thấm như vậy? Không hiểu sao người ta lại tổ chức ăn mừng và Tổng thống Thiệu thì lên đài tuyên bố vài câu huênh hoang nào đó. Cuối cùng, những thông tin tình báo và tâm lý chiến cho tôi hay: Hạm đội 7 của Mỹ ở ngoài khơi đã rút khỏi miền Nam, tình hình chính trị giữa Liên Xô và Trung Quốc không êm thấm và Mỹ muốn giao Hoàng Sa lại cho Trung Quốc để chặn đường vào Bắc Việt Nam của hạm đội Liên Xô…
Theo Bill Hayton, đánh giá một cách khách quan thì trận chiến là một thất bại nặng cho Việt Nam Cộng hòa. Tuy vậy, họ vẫn tổ chức mừng chiến tích, truyền thông Việt Nam Cộng hòa thì kể rằng đội tàu của họ đã đánh chìm được hai tàu và ngăn cản được hạm đội Trung Quốc lớn hơn nhiều lần. Trận chiến được Việt Nam Cộng hòa thêu dệt ly kì như huyền thoại vào đúng dịp Tết, dù trên thực tế, đó là một thất bại tai hại.
Trung Quốc chiếm đóng toàn phần quần đảo Hoàng Sa từ thời điểm này cho đến tận ngày nay. Nhà nước Việt Nam cho tới nay vẫn khẳng định chủ quyền trên quần đảo Hoàng Sa và coi hành động của Trung Quốc là sự chiếm đóng trái phép lãnh thổ.

## Kế hoạch tái chiếm Hoàng Sa bị hủy bỏ
Sau khi chiếm được Hoàng Sa, hải quân Trung Quốc cho tập trung 43 tàu các loại tại quần đảo này để đề phòng Việt Nam Cộng hòa phản công tái chiếm.
Tuy Trung Quốc đã chiến thắng trong trận hải chiến và nhanh chóng chiếm được toàn quần đảo, nhưng kết quả đó vẫn khó giữ vững. Trung Quốc có bất lợi rất lớn là không có máy bay chiến đấu yểm trợ (khi đó Trung Quốc chỉ có MiG-21, loại máy bay hạng nhẹ này không thể bay tới Hoàng Sa). Tàu của Trung Quốc thì toàn là loại nhỏ, có hỏa lực phòng không yếu, nếu bị không quân đối phương tấn công thì khó mà chống đỡ được. Nếu đội tàu của Trung Quốc bị không quân đối phương đánh chìm, thì lực lượng bộ binh trên các đảo ở Hoàng Sa cũng sẽ buộc phải đầu hàng khi hết lương thực và nước uống. Không lực Việt Nam Cộng hòa khi đó là lực lượng không quân mạnh thứ 5 thế giới với toàn bộ máy bay do Hoa Kỳ cung cấp, gồm hàng trăm máy bay cường kích có thể bay ra Hoàng Sa, nên việc phản công chiếm lại đảo là hoàn toàn khả thi.
Hải quân Việt Nam Cộng hòa cho thành lập một Hải đoàn đặc nhiệm mới để chuẩn bị tái chiếm Hoàng Sa. Hải đoàn này bao gồm tàu HQ-6, HQ-17 điều động từ Trường Sa và HQ-5 từng tham chiến tại Hoàng Sa trước đó. Đại tá Hà Văn Ngạc tiếp tục được chỉ định làm chỉ huy Hải đoàn này. Hải đoàn thực hiện một cuộc thao dượt chiến thuật và thực tập tác xạ trong một ngày tại một đảo nhỏ nằm về phía bắc vùng cù lao Chàm phía đông nam Đà Nẵng. Nhưng cuối cùng việc tái chiếm Hoàng Sa bị hủy bỏ. Đại tá Ngạc cho rằng "cuộc phản kích tái chiếm sẽ thất bại ngoại trừ đó là một chiến thuật thí quân nằm trong một chiến lược cao hơn". Ông Ngạc cho rằng các tàu chiến của Việt Nam Cộng hoà là các tuần dương hạm (WHEC) sử dụng trong lực lượng phòng vệ duyên hải Mỹ (US Coast guard) từ lâu, chúng thích hợp cho công tác tuần tiễu hơn là chiến đấu, nên khó chống trả lại với đội chiến hạm của Trung Quốc có số lượng đông hơn. Loại này chỉ có một hải pháo 127 ly, còn 2 pháo 40 ly đã được Hải quân Việt Nam Cộng hòa đặt thêm vào lái tàu là nơi đã được dùng làm sàn đáp trực thăng. Tuy nhiên, Phó Đề đốc Hồ Văn Kỳ Thoại khi được hỏi về kế hoạch tái chiếm Hoàng Sa thì lại cho biết "Riêng tôi thì tôi không được biết. Những gì trao đổi ở Sài Gòn, nếu có xảy ra, thì không được thông báo... tôi không được nghe biết và tôi cũng không nhớ rằng tôi có nghe những kế hoạch nào từ trong Sài Gòn dùng không quân để tái chiếm lại Hoàng Sa. Quyết định đó có thể có và cũng có thể không".
Theo ông Hoàng Đức Nhã, Bí thư kiêm Tham vụ Báo chí, Thư ký của Tổng thống Việt Nam Cộng hòa, Tổng thống Nguyễn Văn Thiệu và các tướng lĩnh đã có một số kế hoạch tái chiếm Hoàng Sa nhưng không được thực hiện do ưu tiên lúc đó không phải là tái chiếm Hoàng Sa mà là phòng thủ trước sự tấn công của quân Giải phóng miền Nam. Việt Nam Cộng hoà muốn bảo toàn lực lượng hải quân để chống lại quân Giải phóng "đang tập trung lực lượng chuẩn bị tiêu diệt Việt Nam Cộng hòa". Việc tái chiếm Hoàng Sa tạm gác lại để ưu tiên cho các mục tiêu trước mắt quan trọng hơn. Sau khi các mục tiêu này được giải quyết, Việt Nam Cộng hòa "sẽ dùng các biện pháp quân sự kết hợp ngoại giao thu hồi Hoàng Sa". Ông Nhã cho rằng Việt Nam Cộng hòa đã không có liên hệ nào nhằm phối hợp với Việt Nam Dân chủ Cộng hòa trên phương diện ngoại giao cũng như quân sự nhằm tái chiếm Hoàng Sa do Việt Nam Dân chủ Cộng hòa có thái độ im lặng khi Trung Quốc chiếm Hoàng Sa. Mặt khác, ông Nhã nói Nguyễn Văn Thiệu đã tìm hiểu lập trường của Mỹ qua điện thoại, nhưng chỉ nhận được lời trả lời "khó tin" rằng người Mỹ đã "không hề hay biết gì". Dùng từ ngữ "dối trá chính trị", ông Nhã khẳng định Hoa Kỳ đã có sự thông đồng với chính quyền Bắc Kinh khi đó và đã làm ngơ trước hành động của Trung Quốc.
40 năm sau, theo ông Nguyễn Thành Trung - khi đó là Trung úy phi công Không lực Việt Nam Cộng hòa, ngày 19/1/1974, Tổng thống Nguyễn Văn Thiệu điều 5 phi đoàn phản lực F-5 bao gồm 120 máy bay và 150 phi công (mỗi phi đoàn có 24 máy bay), 4 phi đoàn ở sân bay Biên Hoà, 1 ở sân bay Đà Nẵng, ra Đà Nẵng chuẩn bị tái chiếm quần đảo Hoàng Sa. Theo đánh giá của Nguyễn Thành Trung thì việc tái chiếm Hoàng Sa là hoàn toàn khả thi với sức mạnh áp đảo của không quân bao gồm 120 chiếc F-5 đang chờ lệnh ở Đà Nẵng. Thời điểm năm 1974, không quân Trung Quốc chỉ có MiG-21 là loại máy bay hạng nhẹ có tầm hoạt động ngắn, không thể bay tới Hoàng Sa. Còn hải quân Trung Quốc ở Hoàng Sa chỉ có khoảng 40 tàu cỡ nhỏ chứ không có tàu lớn, và các tàu này đều chỉ có khả năng phòng không rất yếu (phần lớn chỉ có súng máy 12,7mm, tối đa cũng chỉ có pháo cao xạ 37mm điều khiển thủ công). Trong khi đó, mỗi máy bay F-5 đủ sức tác chiến tại Hoàng Sa trong 20 phút, mỗi chiếc mang được tới 3 tấn bom. Như vậy, nếu cứ 3 máy bay đánh 1 tàu thì chỉ cần sau nửa ngày là có thể đánh chìm toàn bộ 40 tàu Trung Quốc. Ông Trung tin rằng "phần thắng là chắc chắn 100%, vì tàu Trung Quốc không thể chạy thoát nổi (do máy bay có vận tốc nhanh hơn rất nhiều), mỗi tàu chỉ cần trúng 1 quả bom là xong... Trung Quốc đi ra Hoàng Sa là bằng tàu thôi, nếu mà diệt hạm đội này là họ cụt ngòi". Các phi công lúc bấy giờ cũng cho rằng chiến dịch khá dễ dàng, chỉ trong vòng 12 giờ là 40 tàu Trung Quốc sẽ chìm hết.
Nhưng cuối cùng, lực lượng không quân Việt Nam Cộng hòa đã nhận được lệnh không được cất cánh. Cũng theo lời thuật của Nguyễn Thành Trung, kế hoạch này cuối cùng đã không được thực hiện do "Mỹ đã cảnh báo Tổng thống Nguyễn Văn Thiệu không được hành động". Ông cho rằng "Nếu ngày đó chiến dịch diễn ra đúng kế hoạch thì bây giờ và các thế hệ con cháu đỡ biết bao nhiêu. Bây giờ Trung Quốc đã chiếm đóng bất hợp pháp ở Hoàng Sa rồi, cái di sản, cái gánh nặng để lại cho các thế hệ con cháu Việt Nam thật là quá nặng nề".

## Phản ứng ngoại giao và nhận xét

### Trung Quốc
Trung Quốc tuyên bố họ có chủ quyền hợp pháp tại quần đảo Hoàng Sa, do đó trận hải chiến là cuộc phản kích tự vệ trước việc Quân lực VNCH chiếm đóng trái phép các đảo tại Hoàng Sa và tấn công các tàu đánh cá Trung Quốc. Tờ Nhân dân Nhật báo của Đảng Cộng sản Trung Quốc vào ngày 20/1/1974 đã thuật lại sự kiện, tóm lược như sau: "Từ ngày 15.1.1974 chính quyền Sài Gòn đã dùng quân hạm và phi cơ liên tục xâm phạm lãnh hải và vùng trời quần đảo Tây Sa. Ngư dân và tàu biển của ta bất đắc dĩ phải phản kich tự vệ. Sáng 19/1, tàu của Nam Việt Nam chiếm đảo Thám Hàng, giết và làm bị thương nhiều ngư dân. Quân đội Sài Gòn còn bắn vào tàu tuần trên biển của ta, tàu của ta phải phản kích tự vệ,..."
Tại thành phố Tam Á tỉnh Hải Nam, vào năm 1975, Trung Quốc xây "Tây Sa hải chiến liệt sĩ lăng viên" (ở Hoàng Sa họ cũng xây một khu tương tự) để tưởng niệm 18 binh sĩ Trung Quốc tử trận. Trong Lăng viên ở Hải Nam, tháp kỷ niệm, có khắc hàng chữ: 
"Những liệt sĩ hy sinh vinh quang trong trận chiến phản kích tự vệ ở quần đảo Vĩnh Lạc Tây Sa".- "Ngày 19.1.1974, tại quần đảo Vĩnh Lạc Tây Sa, tàu hải quân của chính quyền Sài Gòn tại Nam Việt Nam xâm nhập các đảo và hải vực của Trung Quốc, hạm đội Nam Hải của chúng ta đã anh hùng phản kích, đánh chìm một chiến tàu hộ vệ và đại phá 3 chiếc khu trục hạm của địch. Thừa thắng, hải quân ta đã thu hồi được các đảo Sách Hồ, Cam Tuyền, và Kim Ngân mà chính quyền Saigon đã chiếm bất hợp pháp. Ta đã đại thắng trong cuộc chiến phản kích tự vệ ở hải vực Tây Sa, giữ được lợi ích trên biển và chủ quyền lãnh thổ của tổ quốc... trong cuộc hải chiến ác liệt, 18 đồng chí đã vì bảo vệ sự tôn nghiêm của tổ quốc mà không sợ hy sinh, đã anh hùng chiến đấu. Họ đã hiến sinh mệnh cao quý cho nhân dân, cho tổ quốc. Sự tích anh hùng của họ sẽ sáng ngời theo năm tháng, và sông mãi với đất trời. Những liệt sĩ cách mạng sẽ bất diệt"
Trang web của Bộ Quốc phòng Trung Quốc năm 2014 viết rằng:
Từ năm 1990, Trung Quốc chính thức đưa ra chủ trương "gác lại tranh chấp, cùng nhau phát triển" về vấn đề Nam Sa (Trường Sa), đồng thời tăng cường hơn nữa mối quan hệ hợp tác kinh tế giữa hai bên, tuy nhiên thực tế vẫn chưa phát triển một cách thân thiện. Sự xích mích chưa bao giờ ngừng. Trong những năm qua, Việt Nam đã khai thác hơn 100 triệu tấn dầu và 1,5 nghìn tỷ mét khối khí tự nhiên từ mỏ dầu ở Nam Sa, với lợi nhuận hơn 25 tỷ đô la Mỹ. Sản lượng khai thác dầu hàng năm của Biển Đông vào khoảng 50 triệu đến 60 triệu tấn, trong khi vùng biển tranh chấp giữa Trung Quốc và Việt Nam có sản lượng khai thác dầu hàng năm là 8 triệu tấn, chiếm một tỷ trọng đáng kể trong tổng số 30 triệu tấn dầu hàng năm do Việt Nam sản xuất. Giữa các quốc gia, không có bạn bè vĩnh cửu, chỉ có lợi ích vĩnh cửu. Trước tình hình phức tạp và gay gắt trên Biển Đông, một Trung Quốc trỗi dậy hòa bình sẽ có những lựa chọn khó khăn như thế nào?

### Việt Nam Cộng hòa
Từ sau trận chiến cho đến sự kiện 30 tháng 4 năm 1975, Việt Nam Cộng hòa đã ra nhiều tuyên bố phản đối hành động của Trung Quốc như:
- "Tuyên cáo của Bộ trưởng Ngoại giao Việt Nam Cộng Hòa về những hành động gây hấn của Trung Quốc trong khu vực đảo Hoàng Sa" số 015/BNG/TTBC/TT ngày 19/1/1974.
- "Tuyên cáo của Chính phủ Việt Nam Cộng Hòa về chủ quyền của Việt Nam Cộng Hòa trên những đảo ở ngoài khơi bờ biển Việt Nam Cộng Hòa" ngày 14/2/1974.
- Tài liệu "Thế giới lên án Trung Cộng xâm lăng Hoàng Sa của Việt Nam Cộng hòa", Tổng cục Chiến tranh Chính trị, Cục Tâm lý chiến, Quân lực Việt Nam Cộng hòa, 1974.
- "Sách trắng về quần đảo Hoàng Sa và Trường Sa", Bộ Ngoại giao Việt Nam Cộng hòa, 1975.

Việt Nam Cộng hòa cũng tổ chức nhiều cuộc biểu tình phản đối Trung Quốc cưỡng chiếm Hoàng Sa, phản đối hành động của Trung Quốc trước Liên Hợp Quốc, đề nghị các quốc gia đồng minh đưa vấn đề Trung Quốc đánh chiếm Hoàng Sa ra Hội đồng Bảo an Liên hiệp Quốc. Việt Nam Cộng hòa tuyên bố họ không bao giờ thừa nhận Hoàng Sa thuộc về Trung Quốc bằng hành động vũ lực đánh chiếm lãnh thổ

### Chính phủ Cách mạng Lâm thời Cộng hòa Miền Nam Việt Nam
Ngày 20/1/1974 Chính phủ Cách mạng Lâm thời Cộng hòa miền Nam Việt Nam đã ra bản Tuyên bố phản đối hành động này của phía Trung Quốc.
Sau ngày tiếp quản miền Nam (30/4/1975), Chính phủ Cách mạng Lâm thời Cộng hòa miền Nam Việt Nam đã nhiều lần tuyên bố khẳng định Hoàng Sa là của Việt Nam. Vào ngày 5/6/1976, người phát ngôn Bộ Ngoại giao Cộng hòa miền Nam Việt Nam đã lên tiếng khẳng định hai quần đảo này là thuộc chủ quyền Việt Nam, từ trước đến nay đều do người Việt Nam quản lý.

### Việt Nam Dân chủ Cộng hòa
Theo tiến sĩ Balazs Szalontai ở Hungary, vào tháng 1 năm 1974, khi hải quân của Cộng hòa Nhân dân Trung Hoa đánh chiếm Hoàng Sa, ban lãnh đạo Việt Nam Dân chủ Cộng hòa không hề có phát ngôn công khai, dù là ủng hộ hay phản đối. Báo chí Việt Nam Dân chủ Cộng hòa không đề cập gì đến việc Trung Quốc chiếm Hoàng Sa. Nhà sử học Nguyễn Đình Đầu nhận định về phản ứng của Việt Nam Dân chủ Cộng hòa trước việc Trung Quốc chiếm Hoàng Sa: "Một điều lạ, là trong khi dư luận phản ứng như thế ở miền Nam, mà Việt Nam Dân chủ Cộng hòa không có phản ứng gì". Theo tiến sĩ Balazs Szalontai "sự im lặng của miền Bắc chủ yếu là do cân nhắc chiến thuật ngắn hạn của Hà Nội, chứ không phải vì sự đồng ý về pháp lý giữa Trung Quốc và Việt Nam". Đây là vấn đề của cả hai miền Việt Nam và Việt Nam Dân chủ Cộng hòa sẽ họp với Trung Quốc để làm rõ vấn đề. Theo ông Dương Danh Dy "Việc không nói để không ảnh hưởng tới sự nghiệp thống nhất đất nước thì rõ rồi. Nhưng việc không nói còn làm cho Ban Lãnh đạo Trung Quốc chủ quan, nghĩ rằng Việt Nam Dân chủ Cộng hòa coi nhẹ vấn đề biển đảo mà không tìm cách đánh chiếm luôn quần đảo Trường Sa nữa".
Về mặt bán chính thức, ngày 21 tháng 1 năm 1974, 2 ngày sau khi trận chiến diễn ra, đại diện ngoại giao của chính phủ Việt Nam Dân chủ Cộng hòa khi trả lời hãng tin AFP đã khẳng định: "Việc bảo vệ chủ quyền của mọi quốc gia là một điều hết sức thiêng liêng. Các vấn đề về lãnh thổ và biên giới giữa các quốc gia láng giềng thường là những tranh cãi phức tạp, cần phải có những kiến giải thận trọng. Các quốc gia liên quan cần thương lượng dựa trên sự bình đẳng, tôn trọng lẫn nhau, dựa trên tinh thần hữu nghị và láng giềng thân thiện để giải quyết tranh chấp". Bên cạnh đó, trong cuộc trao đổi với Đại sứ Hungary tại Hà Nội khi đó, Thứ trưởng Bộ Ngoại giao Nguyễn Cơ Thạch đã tuyên bố: "Có rất nhiều hồ sơ và tài liệu cho thấy quần đảo đang tranh cãi (tức quần đảo Hoàng Sa) là của Việt Nam".
Ngay sau khi Trung Quốc chiếm Hoàng Sa, Việt Nam Dân chủ Cộng hòa bắt đầu đề phòng, họ gây khó khăn cho Hoa kiều khi muốn thăm thân nhân ở Trung Quốc, và cũng không cho nhiều người Trung Quốc sang miền Bắc Việt Nam thăm người thân.
Theo Việt Nam Dân chủ Cộng hòa, hành động của Trung Quốc là có tính toán từ trước và nhận được sự làm ngơ của Mỹ. Vì vậy, khi đó đại sứ Mỹ Graham Martin ở Sài Gòn đã bác bỏ yêu cầu cứu viện của Việt Nam Cộng hòa và hạm đội Mỹ ở Thái Bình Dương đã được lệnh tránh xa quần đảo Hoàng Sa. Đặc biệt, hành động của Trung Quốc diễn ra chỉ một ngày sau khi họ chấp nhận đàm phán với phía Việt Nam Dân chủ Cộng hòa về vấn đề vịnh Bắc Bộ, trong đó Trung Quốc yêu cầu được đặc quyền thăm dò trong một khu vực rộng 20.000 km² trong vịnh Bắc Bộ do họ tự ý định ra (yêu cầu này sau đó bị Việt Nam Dân chủ Cộng hòa bác bỏ và đàm phán lâm vào bế tắc). Bởi một chuỗi các sự kiện trên, năm 1975, khi Quân đội Nhân dân Việt Nam đã hỗ trợ Quân Giải phóng miền Nam Việt Nam mở chiến dịch Trường Sa và các đảo trên Biển Đông để thu hồi Trường Sa, họ đã ra công điện chỉ thị phải tiến hành khẩn trương để đề phòng "quân đội nước ngoài" có ý định chiếm quần đảo.
Sau khi Chiến tranh Việt Nam kết thúc, Việt Nam đã tuyên bố chủ quyền đối với cả hai quần đảo Hoàng Sa và Trường Sa. Tháng 9 năm 1975, Tổng Bí thư Đảng Lao động Việt Nam Lê Duẩn nêu vấn đề Hoàng Sa trong chuyến thăm Trung Quốc. Phản ứng không nhượng bộ của Trung Quốc làm lãnh đạo Việt Nam khó chịu. Ngày 15 tháng 3 năm 1979, Bộ Ngoại giao Việt Nam công bố Bị vong lục về vấn đề biên giới Việt -Trung, trong đó lên án việc Trung Quốc đánh chiếm trái phép quần đảo Hoàng Sa của Việt Nam. Ngày 28 tháng 9 năm 1979, Bộ Ngoại giao Việt Nam công bố Sách trắng, giới thiệu 19 tài liệu chứng minh chủ quyền của Việt Nam đối với Hoàng Sa và Trường Sa.
Việc này đã khiến Trung Quốc bất bình và bắt đầu một thời kỳ quan hệ căng thẳng giữa hai nước Việt Nam - Trung Quốc. Nhà nước Cộng hòa Xã hội Chủ nghĩa Việt Nam hiện nay vẫn khẳng định chủ quyền đối với toàn bộ quần đảo Hoàng Sa và vùng lãnh hải liên quan trên Biển Đông.

### Hoa Kỳ
Chính phủ Mỹ không có tuyên bố ngoại giao nào lên án việc Trung Quốc đánh chiếm Hoàng Sa mà chỉ tỏ thái độ thông cảm với Việt Nam Cộng hòa. Hoa Kỳ cũng từ chối yêu cầu của Việt Nam Cộng hòa giúp đưa vấn đề này ra thảo luận tại Liên Hợp Quốc.
Ông Hoàng Đức Nhã, cựu Bí thư kiêm Tham vụ Báo chí của Việt Nam Cộng hòa, đã gọi điện cho đại sứ Hoa Kỳ để hỏi vì sao Hoa Kỳ không thông báo việc Trung Quốc điều quân đến Hoàng Sa để chủ động đối phó, đại sứ Graham Martin trả lời rằng họ "không hề biết gì". Ông Nhã liền chất vấn Đại sứ Martin rằng chuyện cả một hạm đội di chuyển mà quân đội Mỹ "không biết" thì quả là khó tin. Chính phủ Mỹ giải thích rằng Quốc hội Mỹ đã ra luật cấm Chính phủ tiếp tục hỗ trợ quân sự cho Việt Nam Cộng hòa nên họ không thể nào giúp Việt Nam Cộng hòa bảo vệ Hoàng Sa trước sự tấn công của Trung Quốc. Các tài liệu giải mật sau này cho thấy: trái với lời giải thích của đại sứ Mỹ, cơ quan tình báo CIA của Mỹ đã theo dõi sát tất cả diễn biến tại quần đảo Hoàng Sa ngay từ lúc Trung Quốc đưa quân đến Hoàng Sa cho đến lúc Trung Quốc chiếm toàn bộ quần đảo này để báo cáo cho Tổng thống Mỹ nhưng Mỹ quyết định không can thiệp vào Hoàng Sa. Sau này, ông Nhã gọi đây là sự "dối trá chính trị" và khẳng định Hoa Kỳ đã có sự thông đồng với Trung Quốc từ trước
Trong tài liệu mang mã số 1974STATE012641_b của Chính phủ Mỹ, đề ngày 19/1/1974 có ghi "Chính phủ Hoa Kỳ không đứng về phe nào trong các cuộc tranh chấp xung đột về quần đảo Hoàng Sa", và tòa đại sứ Mỹ tại Sài Gòn được lệnh thông báo, yêu cầu Việt Nam Cộng hòa phải "cố gắng tối đa tránh những đụng độ trực tiếp nữa với lực lượng Cộng hòa Nhân dân Trung Hoa..." 
Ngày 23 tháng 1, Trung Quốc và Mỹ đã tổ chức hội đàm tại Washington. Mỹ đã gửi Ngoại trưởng Henry Kissinger tham gia, Kissinger đã bày tỏ quan điểm của chính phủ Mỹ về tranh chấp chủ quyền đối với quần đảo Hoàng Sa, theo đó "Hoa Kỳ không ủng hộ các tuyên bố về chủ quyền hải đảo của Việt Nam Cộng hòa", cũng không ủng hộ việc đưa vấn đề này ra thảo luận tại các tổ chức quốc tế. Tóm lại, về ngoại giao, Hoa Kỳ sẽ không làm gì để giúp Việt Nam Cộng hòa.
Đến ngày 28/1/1974, Bộ Ngoại giao Mỹ chỉ thị Đại sứ quán Mỹ tại Sài Gòn bày tỏ "lo lắng sâu sắc về rủi ro phía Việt Nam Cộng hòa bày tỏ giận dữ về Hoàng Sa bằng hành động quân sự phi lý với Trung Quốc"" và yêu cầu Đại sứ Mỹ "kiềm chế" chính phủ Việt Nam Cộng hòa (tức là phải ngăn cản Việt Nam Cộng hòa nếu họ có ý định đánh chiếm lại Hoàng Sa)

## Phản ứng quân sự
"Hành quân Trần Hưng Đạo 48" là một chiến dịch do Hải quân Việt Nam Cộng hòa tiến hành vào tháng 2 năm 1974 đưa quân lên đồn trú các đảo chưa bị chiếm đóng để khẳng định chủ quyền của Việt Nam trên quần đảo Trường Sa sau sự kiện Hải chiến Hoàng Sa vào ngày 19 tháng 1 năm 1974.

## Đánh giá

### Chiến thuật
Trả lời câu hỏi của các sĩ quan khác về Hải chiến Hoàng Sa tại Khóa Chỉ huy Tham mưu đặc biệt tại Long Bình, Đại tá Hà Văn Ngạc, chỉ huy trận Hải chiến Hoàng Sa, nhận định Hoàng Sa cũng gần tương tự trận Ấp Bắc là nơi quân lực Việt Nam Cộng hòa đã "bị bất ngờ về chiến thuật của địch, có sự sai lầm về ước tính tình báo và nhầm lẫn về chiến thuật điều quân".
Trung tá Lê Văn Thự, chỉ huy chiến hạm HQ-16, nhận định về trận hải chiến như sau:
- Trong trận Hải chiến Hoàng Sa, Việt Nam Cộng hòa không có loại tàu thích hợp cho trận chiến. HQ-5, HQ-16, HQ-10 không có vũ khí kiểu mới, pháo quay bằng tay nên theo dõi mục tiêu khó khăn cũng như nhịp bắn chậm. Chỉ có HQ-4 là có vũ khí tối tân, các súng đều điều khiển bằng điện, tốc độ bắn nhanh, radar có tầm xa, vận tốc chiến hạm cao. Nhưng HQ-4 lại gặp "trở ngại kỹ thuật" nên rút lui ngay từ đầu (ông Thự còn nghi ngờ HQ-4 rút lui vì sợ tham chiến chứ không phải vì trục trặc).[20]
- Hải đội của Việt Nam Cộng hòa tham chiến trận Hoàng Sa không có kế hoạch tác chiến. Chỉ huy HQ-16 chỉ nhận được một lệnh duy nhất từ Đại tá Ngạc đổ quân lên đảo Quang Hòa bằng bất cứ giá nào, ngoài ra ông không biết gì về hoạt động của HQ-4 và HQ-5 cũng như nhiệm vụ của họ. Khi trận chiến diễn ra, ông cũng không biết Đại tá Ngạc đã chia Hải đoàn thành 2 phân đoàn: phân đoàn I gồm HQ-4 và HQ-5, phân đoàn 2 gồm HQ-10 và HQ-16. Vì không có kế hoạch tác chiến nên khi máy truyền tin bị Trung Quốc phá sóng không liên lạc được thì không có tần số dự trù thay thế, nên hạm đội phải dùng máy PRC-25 liên lạc với nhau vì thế việc liên lạc không được liên tục, ổn định.[20]
- Phân đoàn I được phân công là chủ lực nhưng không tích cực chiến đấu mà chỉ ở bên ngoài chờ đợi rồi "bắn vào lòng chảo 5 - 7 phát trước khi rút lui". Chỉ có phân đoàn II mang vai trò yểm trợ lại phải giao chiến với 4 tàu Trung Quốc nên thiệt hại nặng.[20]
- Số quân HQ-16 đổ bộ để giành lại đảo Quang Hòa và giữ đảo Hoàng Sa quá ít, không có kinh nghiệm tác chiến trên bộ, lại không được tiếp tế đạn dược, lương thực, nước uống và vật dụng.
- Không có bác sĩ trên chiến hạm, chỉ có y tá không kinh nghiệm cứu thương cũng như ngoài khả năng của họ nên ai bị thương thì khó mà sống sót.[20]

Theo Trung tá Lê Văn Thự, sau trận chiến, Bộ Tư lệnh Hải quân đã không tổ chức thảo luận giữa chỉ huy các đơn vị tham chiến để rút kinh nghiệm học hỏi mà để "mọi chuyện đều cho trôi xuôi luôn".
Trong trận hải chiến Hoàng Sa, hải quân Việt Nam Cộng hoà gặp bất lợi lớn là hai khẩu hải pháo 76 ly tự động trên khu trục hạm HQ-4 bị "trở ngại kỹ thuật" nên HQ-4 phải rút lui ngay từ đầu. HQ-5 chỉ bắn vài phát đạn thì thuyền trưởng ra lệnh rút lui. HQ-16 chiến đấu một thời gian ngắn thì bị trúng đạn pháo 127 ly của tàu đồng đội là HQ-5 bắn nhầm, xuyên thủng hầm máy do đó bị loại ra khỏi trận chiến. Điều này cho thấy hải quân Việt Nam Cộng hòa chiến đấu trong thế bị động, không có kế hoạch tác chiến nên việc phối hợp giữa các chiến hạm kém dẫn đến HQ-5 bắn trúng HQ-16. Chỉ có HQ-10 là chiến đấu từ đầu đến cuối, nhưng đây lại là tàu nhỏ nhất đội hình, dễ bị hải quân Trung Quốc vô hiệu hóa. Như vậy hải quân Việt Nam Cộng hòa thiếu sự phối hợp giữa các chiến hạm và mất ưu thế về hoả lực ngay từ đầu trận chiến, trong khi Trung Quốc đã lên kế hoạch chu đáo ở cấp cao nhất là Bộ Chính trị Đảng Cộng sản Trung Quốc cho việc chiếm toàn bộ quần đảo Hoàng Sa.
Theo nhà nghiên cứu Toshi Yoshihara (người Nhật), trận đánh này hải quân Việt Nam Cộng hòa thất bại vì 3 nguyên nhân chính, đến từ cả hai phía:
- Lính hải quân Trung Quốc tỏ rõ sự kỷ luật và dũng cảm, biết dùng lối đánh áp sát để hạn chế ưu thế của tàu địch;
- Tàu của Việt Nam Cộng hòa to và hỏa lực mạnh hơn nhiều, nhưng chiến thuật thì sai lầm: tách đội hình thành 2 phân đội nhưng lại thiếu sự phối hợp, nên 2 phân đội không ứng cứu được cho nhau, thậm chí còn bắn nhầm vào nhau;
- Chỉ huy của Việt Nam Cộng hòa không biết sử dụng ưu thế về hỏa lực để đánh từ xa mà lại để tàu địch áp sát đánh gần, như vậy là tự vứt bỏ ưu thế tàu to - pháo lớn của mình.

### Chiến lược
Đại tá Hà Văn Ngạc nhận định dù Hải quân Việt Nam Cộng hòa có thắng được trận đầu thì cũng khó lường trước được tổn thất khi đối đầu với lực lượng tiếp viện của Trung Quốc nếu còn ở lại cố thủ tại Hoàng Sa. Vào thời điểm đó Quân Giải phóng miền Nam Việt Nam đang tập trung quân tại miền Nam, Hải quân Việt Nam Cộng hòa phải dồn lực lượng chống lại nên không thể chi viện tối đa cho Hoàng Sa. Theo Đại tá Ngạc, Quân lực Việt Nam Cộng hòa đã kiềm chế không tiếp tục mở rộng chiến sự tại Hoàng Sa vì sợ châm ngòi cho một cuộc chiến mới giữa Việt Nam Cộng hòa và Trung Quốc. Tuy nhiên, theo nhận định của Việt Nam Dân chủ Cộng hòa và Chính phủ Cách mạng Lâm thời Cộng hòa miền Nam Việt Nam, trong cả năm 1973 và đầu 1974 - thời điểm sự kiện ở Hoàng Sa nổ ra - ở trên bộ, chính quyền Sài Gòn vẫn hoàn toàn chiếm ưu thế về không quân và quân số. Lực lượng vũ trang và bán vũ trang của Việt Nam Cộng hòa liên tục vi phạm Hiệp định Paris, lúc này Quân Giải phóng vẫn đang ở thế phòng thủ và chống đỡ. Theo phi công Nguyễn Thành Trung trả lời báo Thanh niên ngày 06/07/2014, không quân Việt Nam Cộng hòa lúc đó hoàn toàn đủ sức để tập kích Hoàng Sa. Tại Đà Nẵng, có 5 phi đoàn của Không quân Việt Nam Cộng hòa với khoảng 100 máy bay chiến đấu các loại. Theo ông Trung, Không quân Trung Quốc thời đó chỉ có MiG-21, chỉ đủ nhiên liệu bay nửa đường đến Hoàng Sa nên không thể tham chiến được, còn tàu chiến Trung Quốc thì chỉ toàn là tàu cỡ nhỏ, khả năng phòng không yếu. Trong khi đó, máy bay chiến đấu của Việt Nam Cộng hòa ngoài thời gian di chuyển từ Đà Nẵng ra Hoàng Sa vẫn còn khoảng 30 phút để tiến hành không kích, có thể đánh chìm các tàu chiến Trung Quốc một cách dễ dàng. Nhưng kế hoạch dùng không quân để đánh trả đã bị Tổng thống Nguyễn Văn Thiệu đình chỉ do Hoa Kỳ đã yêu cầu Việt Nam Cộng hòa không được phản kháng.
Theo ông Nguyễn Hữu Hạnh, Chuẩn tướng, phụ tá Tổng Tham mưu trưởng quân đội Việt Nam Cộng hòa năm 1975, Mỹ muốn lợi dụng mâu thuẫn giữa Trung Quốc và Liên Xô nên nhân sự kiện này để ngầm giao Hoàng Sa lại cho Trung Quốc, nhằm chặn đường vào miền Bắc Việt Nam của hạm đội Liên Xô.
Theo tờ Nhà Ngoại giao (The Diplomat), Hải chiến Hoàng sa 1974 cũng đã để lại cho Việt Nam những bài học nhất định:
1. Biện pháp ngoại giao là ưu tiên số 1 nhưng không phải là biện pháp duy nhất do chẳng có hiệp định khu vực và quốc tế nào có thể bảo vệ các nước nhỏ một cách hoàn hảo trước các hành động đơn phương sử dụng vũ lực của một nước lớn.
2. Các cường quốc có thể sẽ không bảo vệ đồng minh của mình và đứng ngoài xung đột do vấn đề họ quan tâm là duy trì quyền tự do hàng hải và các lợi ích chiến lược toàn cầu khác, chứ không phải lợi ích của các nước nhỏ khi lợi ích đó ảnh hưởng tới lợi ích toàn cầu của nước lớn.
3. Một lực lượng quân sự đủ mạnh để kiểm soát một vùng biển hẹp nhưng có tính chiến lược là rất cần thiết, trong đó phải phong tỏa không cho đối phương tiếp cận vùng do mình kiểm soát, củng cố năng lực phòng thủ đảo, khả năng cảnh báo sớm và khả năng vận chuyển lực lượng từ trong bờ ra đảo trên phạm vi rộng để đổ bộ lên đảo một cách nhanh chóng và vững chắc.[72]